# Canadá en la Segunda Guerra Mundial

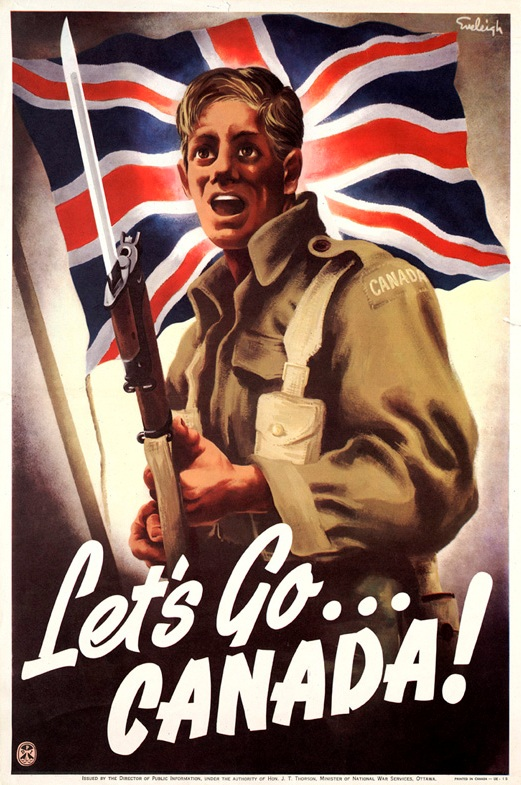
«Let's Go Canada!»

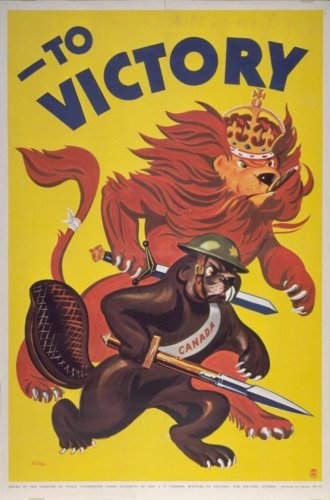
Póster de propaganda que muestra al castor canadiense luchando junto al león británico.

La historia de Canadá en la Segunda Guerra Mundial comienza con la invasión alemana de Polonia el 1 de septiembre de 1939. Aunque las Fuerzas Armadas canadienses terminaron participando en casi todos los teatros de la guerra, la mayoría del combate estuvo focalizado en Italia, el noroeste de Europa y el Atlántico norte. En total, alrededor de 1,1 millones de canadienses sirvieron en el Ejército canadiense, la Marina Real Canadiense, la Real Fuerza Aérea Canadiense y en fuerzas de todo el Imperio, sufriendo aproximadamente 42 000 bajas, mientras que otros 55 000 resultaron heridos. Durante la guerra, Canadá fue objeto de ataques directos durante la batalla del San Lorenzo y en el bombardeo de un faro en Estevan Point, en la Columbia Británica.
Los costes financieros ascendieron a unos 21,8 mil millones de dólares entre 1939 y 1950. Para cuando terminó la guerra, Canadá tenía la cuarta fuerza aérea y la tercera armada más grandes del mundo. La marina mercante canadiense realizó más de 25 000 viajes por el Atlántico y 130 000 pilotos aliados fueron entrenados en Canadá gracias al Plan de Formación Aérea de la Comunidad Británica. Durante el día D, el 6 de junio de 1944, la 3.ª División Canadiense desembarcó en la playa de Juno, Normandía, junto con las fuerzas aliadas. La Segunda Guerra Mundial tuvo un efecto cultural, político y económico significativo en Canadá, contando la crisis de reclutamiento de 1944, que afectó a la unidad entre los francófonos y los angloparlantes. El esfuerzo bélico reforzó la economía canadiense y el estatus mundial de Canadá.
 

## Declaración de guerra de Canadá al Tercer Reich
Cuando el Reino Unido le declaró la guerra a Alemania en agosto de 1914, Canadá era un dominio del Imperio británico y solo podía gestionar sus asuntos nacionales, así que se unió automáticamente a la Primera Guerra Mundial. Después de la guerra, el Gobierno canadiense quiso impedir que se repitiese la crisis de reclutamiento de 1917, que dividió al país y a los canadienses francófonos y angloparlantes. Tras afirmar que «el Parlamento lo decidirá», en 1922, el primer ministro William Lyon Mackenzie King evitó participar en la crisis de Chanak, ya que el Parlamento de Canadá no se había reunido.
El Estatuto de Westminster de 1931 le concedía a Canadá autonomía en política exterior. Cuando el Reino Unido entró en la Segunda Guerra Mundial en septiembre de 1939, algunos expertos insinuaron que Canadá seguía vinculado a la declaración de guerra británica porque se había hecho en nombre de su monarca común, pero el primer ministro King volvió a decir que «el Parlamento lo decidirá».

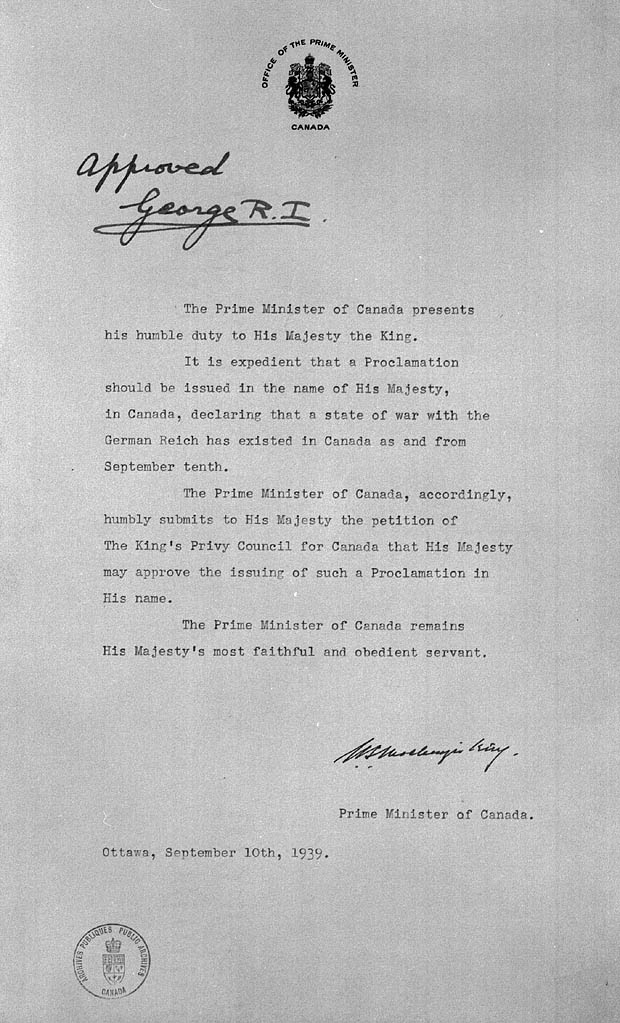
La solicitud del primer ministro Mackenzie King al rey Jorge VI para declararle la guerra a Alemania, 10 de septiembre de 1939.

En 1936, King dijo ante el Parlamento: «Nuestro país se está viendo arrastrado a situaciones internacionales hasta un punto que a mí me parece alarmante». Tanto el Gobierno como el pueblo se mostraron reticentes a participar en una guerra europea, en parte debido a la crisis de reclutamiento de 1917. Tanto King como el líder de la oposición, Robert James Manion, declararon su oposición al reclutamiento de tropas para que sirvieran en el extranjero en marzo de 1939. Sin embargo, King no había cambiado su opinión de 1923 de que Canadá participaría en una guerra del Imperio, lo hiciera o no Estados Unidos. En agosto de 1939, su gabinete, francocanadienses incluidos, estaba unido para la guerra de una manera que probablemente no lo hubiera estado durante la crisis de Múnich, aunque tanto los miembros del gabinete como el país basaban su apoyo en parte en la esperanza de que la participación de Canadá sería «limitada».
Estaba claro que Canadá elegiría participar en la guerra o no antes de la invasión de Polonia el 1 de septiembre de 1939. Cuatro días después de que el Reino Unido declarara la guerra el 3 de septiembre de 1939, se convocó al Parlamento para una sesión especial y tanto King como Manion declararon su apoyo a que Canadá siguiera el ejemplo el Reino Unido, pero no declararon la guerra al instante, en parte para demostrar que Canadá se iba a unir por iniciativa propia y que no estaba obligado a ir a la guerra.[cita requerida] A diferencia de 1914, que la guerra llegó de sopetón, el Gobierno había preparado varias medidas de control de precios, racionamiento y censura, y se volvió a aplicar la Ley de Medidas de Guerra de 1914. Después de dos días de debate, la Cámara de los Comunes aprobó el 9 de septiembre de 1939 una declaración de respuesta al discurso del Trono que otorgaba la autoridad para declarar la guerra al Gobierno del Rey. Un pequeño grupo de legisladores de Quebec intentó enmendar el proyecto de ley, y el líder de la Federación de la Mancomunidad Cooperativa (CCF), J. S. Woodsworth, declaró que parte de su partido se oponía. Woodsworth fue el único parlamentario que votó en contra del proyecto de ley, que fue aprobado por casi unanimidad. El Senado también aprobó el proyecto de ley ese mismo día. El Consejo de Ministros redactó una proclamación de guerra esa noche, que el gobernador general Lord Tweedsmuir firmó el 10 de septiembre. El rey Jorge VI aprobó la declaración de guerra de Canadá a Alemania el 10 de septiembre. Canadá también le declaró la guerra a Italia (11 de junio de 1940), Japón (7 de diciembre de 1941) y otras potencias del Eje, consagrando el principio de que el Estatuto de Westminster confirió estos poderes soberanos a Canadá.

## Preparativos
Aunque Canadá era el dominio más antiguo del Imperio británico, se mostró reticente a entrar en la guerra. Canadá, con una población de entre 11 y 12 millones de personas, llegó a aunar unas fuerzas armadas considerables. Alrededor del 10 % de toda la población de Canadá se alistó en el Ejército, del cual solo una pequeña parte fue reclutada. Tras la Gran Depresión de los años treinta, los retos de la Segunda Guerra Mundial aceleraron la transformación de Canadá en una nación moderna, urbana e industrializada.
Canadá siguió informalmente la Ten Year Rule británica, es decir, modelar las Fuerzas Armadas suponiendo que el Imperio británico no iba a estar en guerra en los próximos diez años, aunque el propio Reino Unido la dejó de aplicar en 1932. Tras haber sufrido casi veinte años de abandono, las Fuerzas Armadas de Canadá eran pequeñas, estaban mal equipadas y, en su mayor parte, no estaban preparadas para la guerra en 1939. El Gobierno de King comenzó a aumentar los gastos en 1936, pero fue una medida poco popular. El Gobierno tuvo que describirla como principalmente para defender Canadá, siendo una guerra en el extranjero «una responsabilidad secundaria de este país, aunque posiblemente una que requiera un esfuerzo final mucho mayor». La crisis de los Sudetes de 1938 hizo que los gastos anuales casi se duplicasen. No obstante, en marzo de 1939, la Permanent Active Militia (o Permanent Force (PF), el ejército permanente de Canadá) solo tenía 4169 oficiales y hombres, mientras que la Non-Permanent Active Militia (el ejército de reserva de Canadá) contaba con 51 418 a finales de 1938, en su mayoría con armas de 1918. En marzo de 1939, la Marina Real Canadiense contaba con 309 oficiales y 2967 marineros, y la Real Fuerza Aérea Canadiense con 360 oficiales y 2797 aviadores.

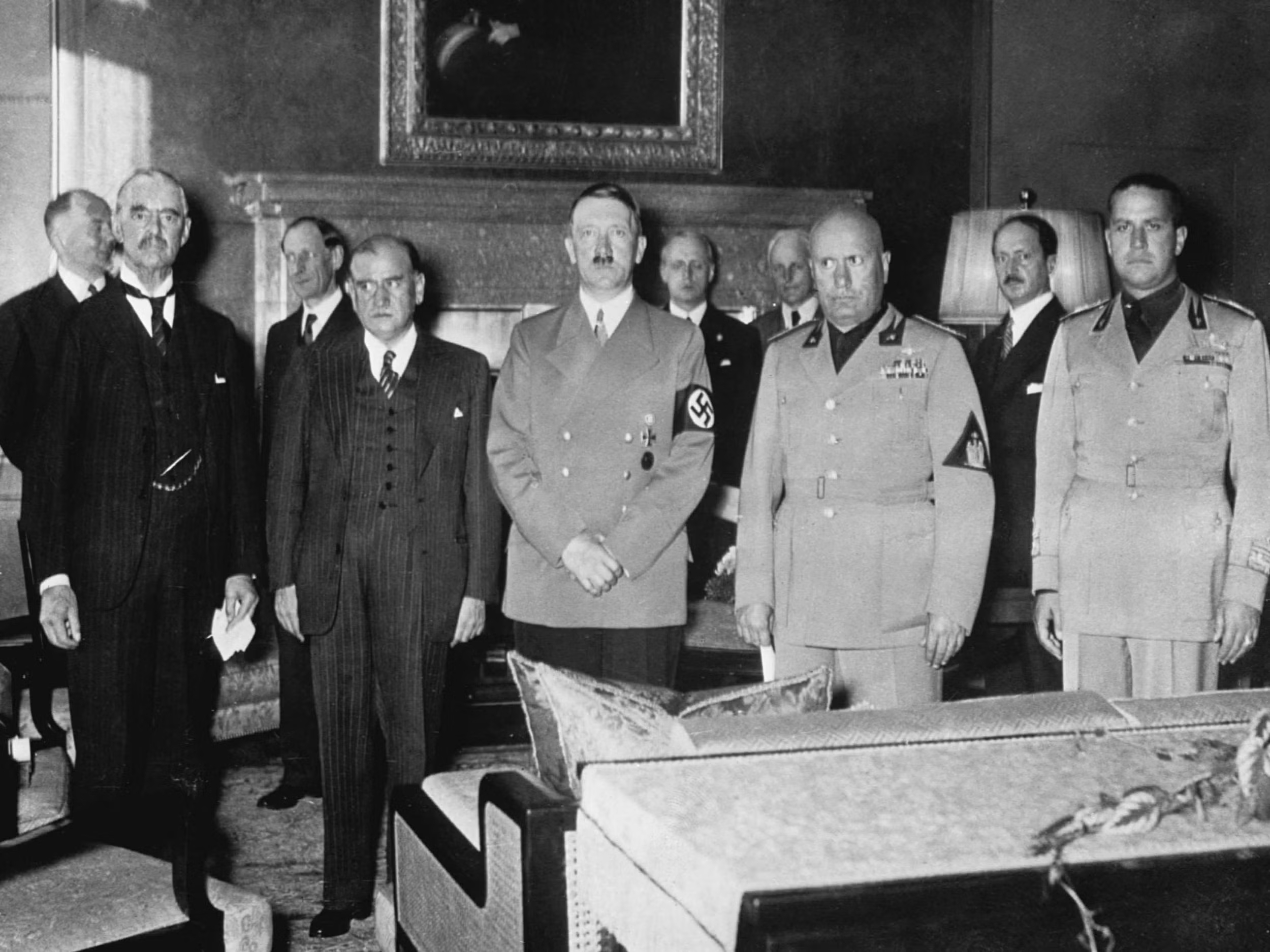
Fotografía antes de la firma de los acuerdos de Múnich, 1938. La crisis de los Sudetes hizo que los gastos en defensa casi se duplicaran en Canadá.

El subsecretario de Estado de Asuntos Externos, Oscar D. Skelton, señaló la política bélica del Gobierno. Se destacan los siguientes puntos:
- Consultar con el Reino Unido y Francia y, «casi igual de importante, consultar discretamente con Washington».
- Priorizar la defensa de Canadá, sobre todo de la costa pacífica.
- Posiblemente ayudar a Terranova y las Indias Occidentales.
- La RCAF debería ser la primera en servir en el extranjero.
- Canadá puede ayudar a sus aliados proporcionando munición, materias primas y alimentos.[11]

El gabinete de King aprobó esta política el 24 de agosto de 1939 y, en septiembre, rechazó la propuesta de los jefes de Estado Mayor de crear dos divisiones militares para servir en el extranjero, en parte debido al coste. Su estrategia de guerra «moderada» pronto demostró su apoyo nacional y bilingüe en dos elecciones. Cuando el primer ministro de Quebec, Maurice Duplessis, convocó elecciones con un programa antibélico, los liberales de Adélard Godbout obtuvieron la mayoría el 26 de octubre de 1939. Cuando la Asamblea Legislativa de Ontario aprobó una resolución en la que se criticaba al Gobierno por no luchar en la guerra «de la manera enérgica que el pueblo de Canadá desea», King disolvió el Parlamento y, en las elecciones resultantes del 26 de marzo de 1940, sus liberales obtuvieron la mayor mayoría de la historia.

### Movilización y despliegue

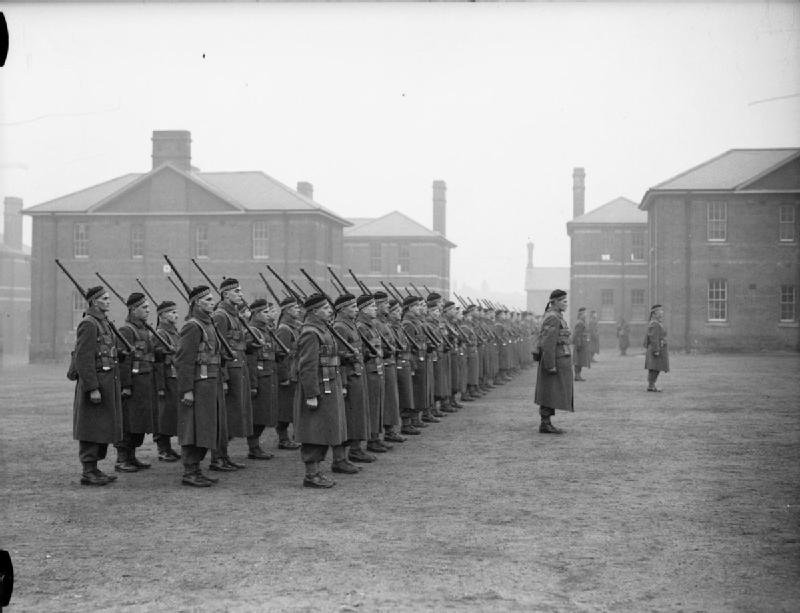
El Regimiento escocés de Toronto desfilando en Aldershot, Reino Unido, diciembre de 1939. El compromiso inicial de Canadá con la guerra fue una división, y otra en reserva para la defensa nacional.

Cuando estalló la guerra, el Gobierno limitó el compromiso de Canadá con esta a una división y otra división en reserva para la defensa nacional. No obstante, el tamaño final de las Fuerzas Armadas canadienses superó con creces el previsto en los llamados «esquemas» de movilización de antes de la guerra. En el transcurso de la guerra, 730 000 personas se alistaron en el Ejército, 260 000 en la Fuerza Aérea y 115 000 en la Marina. Además, miles de canadienses sirvieron en la Real Fuerza Aérea. Aproximadamente la mitad del Ejército canadiense y tres cuartos del personal de la Fuerza Aérea nunca salieron del país, en comparación con el despliegue en el extranjero de aproximadamente tres cuartos de las fuerzas australianas, neozelandesas y estadounidenses. Sin embargo, para cuando terminó la guerra, 1,1 millones de hombres y mujeres habían servido de uniforme por Canadá. La Marina creció de unos cuantos barcos en 1939 a más de 400 barcos, entre los que se incluían tres portaaviones y dos cruceros. Este esfuerzo marítimo contribuyó a mantener abiertas las rutas marítimas a través del Atlántico durante toda la guerra. Esto reflejaba en parte la política de Mackenzie King de «responsabilidad limitada» y los requisitos laborales del esfuerzo industrial bélico de Canadá, pero también reflejaba las circunstancias objetivas de la guerra. Derrotada y ocupada Francia, la Segunda Guerra Mundial se quedó sin un frente occidental equivalente al de la Gran Guerra hasta la invasión de Normandía en junio de 1944. Aunque Canadá envió 348 tropas, las necesidades de personal de los teatros de África del Norte y el Mediterráneo eran pequeñas en comparación y se satisfacían fácilmente con las fuerzas británicas y de otros países de la Mancomunidad.
Aunque la respuesta a la guerra tenía que ser limitada, se movilizaron los recursos rápidamente. El convoy HX 1 partió de Halifax justo seis días después de que la nación declarase la guerra, escoltado por el HMCS St. Laurent y el HMCS Saguenay. La 1.ª División de Infantería Canadiense llegó al Reino Unido el 1 de enero de 1940. Hacia el 13 de junio de 1940, se desplegó al 1.er Batallón del Regimiento Hastings and Prince Edward en Francia para intentar asegurar el flanco sur de la Fuerza Expedicionaria Británica en Bélgica. Para cuando llegó el batallón, los británicos y sus aliados estaban acorralados en Dunkerque y París había caído. Después de avanzar 200 km, el batallón volvió a Brest y luego al Reino Unido.

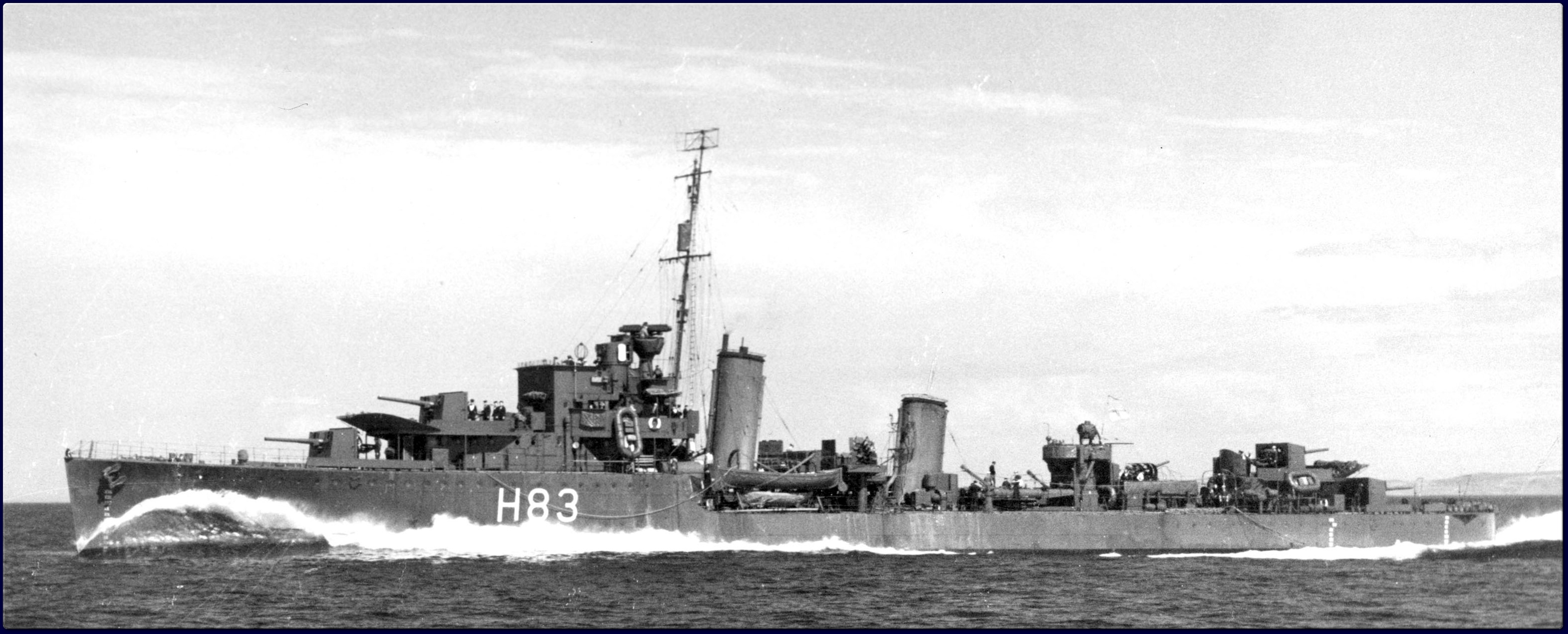
El HMCS St. Laurent partió junto al convoy HX 1 justo seis días después de la declaración de guerra canadiense.

Aparte de la batalla de Dieppe de agosto de 1942, el frustrado Ejército canadiense no luchó en ningún enfrentamiento significativo en el teatro de operaciones europeo hasta la invasión de Sicilia en el verano de 1943. En la campaña de Sicilia, los canadienses tuvieron la oportunidad de entrar en combate y fueron de los primeros en entrar en Roma.
Canadá fue el único país de América que participó activamente en la guerra antes del ataque a Pearl Harbor.
El apoyo canadiense a la guerra se movilizó a través de una campaña propagandística, incluyendo el If Day, un simulacro de invasión «nazi» en Winnipeg que generó más de 3 millones de dólares en bonos de guerra.

## Primeras campañas

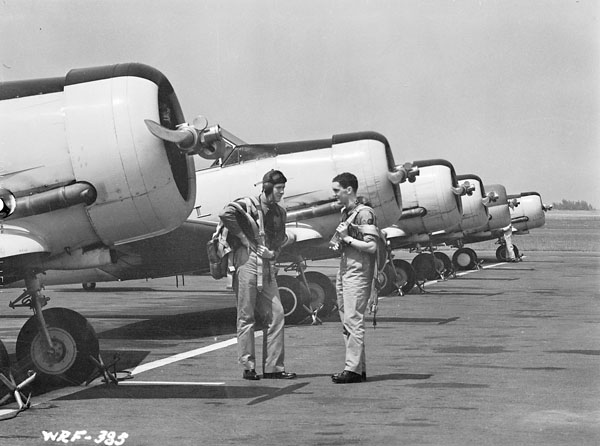
Una instalación del Plan de Formación Aérea de la Comunidad Británica (BCAT) en Uplands, Ontario. Más de la mitad de los graduados del BCAT eran canadienses.

Aunque consultaba a menudo con Canadá, el Reino Unido estuvo prácticamente a cargo de los planes de guerra de ambos países durante los primeros nueve meses de la guerra. Ninguna de las dos naciones planificó en serio la propia defensa de Canadá; el entrenamiento, la producción y el equipo de Canadá iban destinados al combate en Europa. Su cometido principal era suministrar alimentos y materias primas y entrenar a los pilotos de todo el Imperio con el Plan de Formación Aérea de la Comunidad Británica que los británicos propusieron el 26 de septiembre de 1939, no enviar cientos de miles de tropas al extranjero como había hecho en la Primera Guerra Mundial.
Es posible que el Reino Unido no quisiera en absoluto que Canadá enviara tropas al extranjero. El Gobierno canadiense estaba de acuerdo, porque hacerlo podría dar lugar al reclutamiento, y no quería que se repitiera el problema con los francocanadienses que causó la crisis de 1917. La voz del pueblo hizo que King enviase a la 1.ª División de Infantería Canadiense a finales de 1939, puede que en contra de la voluntad británica, pero es posible que, de haberse propuesto el plan de formación aérea diez días antes, las tropas canadienses no hubieran salido de Norteamérica ese año. Por otra parte, Canadá cooperó plenamente con el Reino Unido, dedicando el 90 % del personal de la pequeña Real Fuerza Aérea Canadiense (RCAF) al Plan de Formación Aérea de la Comunidad Británica. Una fuerza que instruía a 125 pilotos al año cuando comenzó la guerra ahora generaba 1460 aviadores cada cuatro semanas bajo el plan. Fue el mayor programa de instrucción aérea de la historia. 131 553 miembros de las fuerzas aéreas, incluidos 49 808 pilotos, fueron instruidos en bases aéreas canadienses desde octubre de 1940 hasta marzo de 1945. Más de la mitad de los graduados del BCAT eran canadienses, que pasaron a servir en la RCAF y la Real Fuerza Aérea (RAF). Uno de cada seis grupos de bombarderos de la RAF que sobrevolaban Europa era canadiense.
En 1937, las dos naciones acordaron que todo el equipo militar que se fabricase en Canadá emplearía diseños británicos. Aunque con esto se daba por hecho que las tropas canadienses lucharían siempre junto al Reino Unido, para que ambas fuerzas compartiesen equipo, Canadá dependería también de componentes de una fuente al otro lado del Atlántico. Los métodos de fabricación y los instrumentos canadienses utilizaban diseños estadounidenses, no británicos, por lo que la aplicación del plan habría supuesto cambios radicales en las fábricas canadienses. Sin embargo, una vez iniciada la guerra, las empresas británicas rechazaron los diseños canadienses y el Reino Unido no estaba interesado en la producción de equipo militar canadiense. Cuando Canadá propuso en 1940 que sus fábricas cambiasen el equipo británico de la 1.ª División Canadiense, el Reino Unido respondió que Canadá podía proporcionar insignas de regimiento. Aunque el Reino Unido le daba prioridad a Canadá antes que a Estados Unidos para las compras, Canadá tenía una producción militar muy limitada en 1939 y el Reino Unido tenía escasez de dólares canadienses. El 12 de junio de 1940, el Gobierno de King y la Canadian Manufacturers' Association pidieron a los Gobiernos británico y francés que pusieran fin a sus «pequeños pedidos experimentales» y que «dieran a conocer lo antes posible sus faltas apremiantes de munición y suministros», ya que «se podría sacar mayor provecho de las plantas canadienses como fuente de suministros».

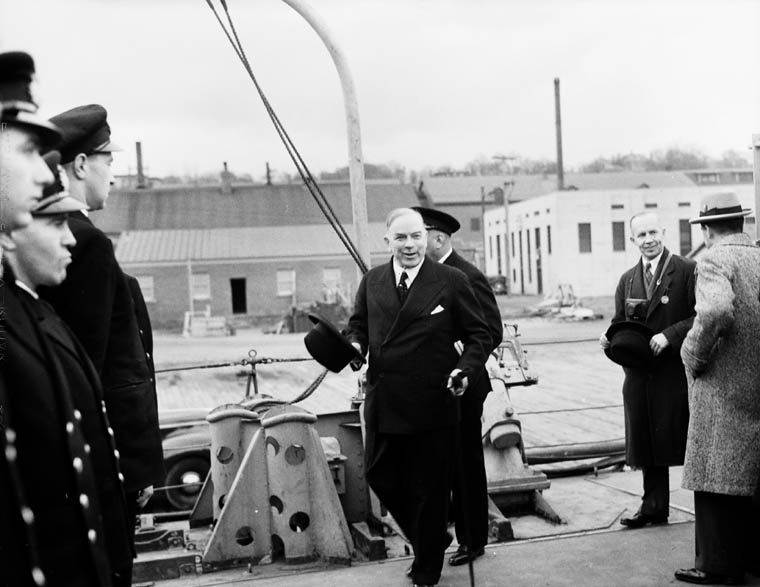
William Lyon Mackenzie King, primer ministro de Canadá, sube a un navío de la RCN, 1940. Mackenzie King fue el primer ministro de Canadá durante la guerra.

La situación empezó a cambiar el 24 de mayo de 1940, durante la batalla de Francia, cuando el Reino Unido le comunicó a Canadá que ya no podía proporcionar equipo. 48 horas después, el Reino Unido le pidió equipo a Canadá. El 28 de mayo, siete destructores canadienses zarparon hacia el canal de la Mancha, dejando solo dos submarinos franceses para defender la costa atlántica del país. Canadá también envió entre 50 y 60 millones de cartuchos de armas ligeras y 75 000 fusiles Ross, dando lugar a una escasez. Los primeros graduados del plan de instrucción aérea estaban destinados a convertirse en instructores de los futuros alumnos, pero se les envió a Europa de inmediato debido al peligro que corría el Reino Unido. El fin de las entregas de equipos británicos amenazó el plan de instrucción, y King tuvo que pedir al presidente estadounidense Franklin D. Roosevelt aviones y motores, afirmando que ayudarían a defender Norteamérica.
A medida que la caída de Francia se hacía inminente, el Reino Unido recurrió a Canadá para que le proporcionara rápidamente tropas adicionales en lugares estratégicos de Norteamérica, el Atlántico y el Caribe. Además del destructor canadiense que ya estaba allí desde 1939, Canadá proporcionó tropas a partir de mayo de 1940 para ayudar en la defensa de las Indias Occidentales, con varias compañías que sirvieron durante toda la guerra en las Bermudas, Jamaica, las Bahamas y la Guayana británica.
Las fuerzas canadienses desempeñaron un pequeño papel en la batalla de Francia, ya que la 1.ª Brigada de Infantería Canadiense fue desplegada en Brest como parte de la segunda Fuerza Expedicionaria Británica (BEF). La brigada avanzó hacia Le Mans el 14 de junio antes de retirarse al Reino Unido desde Brest, y desde Saint-Malo el 18 de junio. La Marina Real Canadiense ayudó a evacuar a la BEF, la 1.ª División Canadiense y demás tropas aliadas en una serie de incursiones navales conocidas como Operación Cycle y Operación Ariel.

### San Pedro y Miquelón
Después de la caída de Francia, la colectividad de ultramar francesa de San Pedro y Miquelón, situada frente a la costa de Terranova, juró lealtad a la Francia de Vichy. El Gobierno canadiense consideró la posibilidad de que el Eje utilizase San Pedro y Miquelón como base de operaciones. La proximidad de la colonia a Canadá y Terranova podía ofrecerles a los submarinos alemanes una posición excelente desde donde reabastecerse y coordinar ataques contra los convoyes aliados. A ello contribuía el hecho de que las islas pudieran comunicarse con la Francia continental mediante la comunicación inalámbrica y los cables transatlánticos. Los Gobiernos de Terranova y del Reino Unido sopesaron la posibilidad de invadir las islas con el asesoramiento de Canadá. Sin embargo, el gabinete de guerra de Canadá se negó a tomar medidas por temor a ofender a los Estados Unidos.
Una flotilla de la Francia Libre desplegó a 230 marineros en las islas el 24 de diciembre de 1942. El administrador de San Pedro y Miquelón, Gilbert de Bournat, no opuso resistencia. Más tarde, la isla votó en un plebiscito unánimemente a favor de la administración de la Francia Libre.

### Defensa del Reino Unido

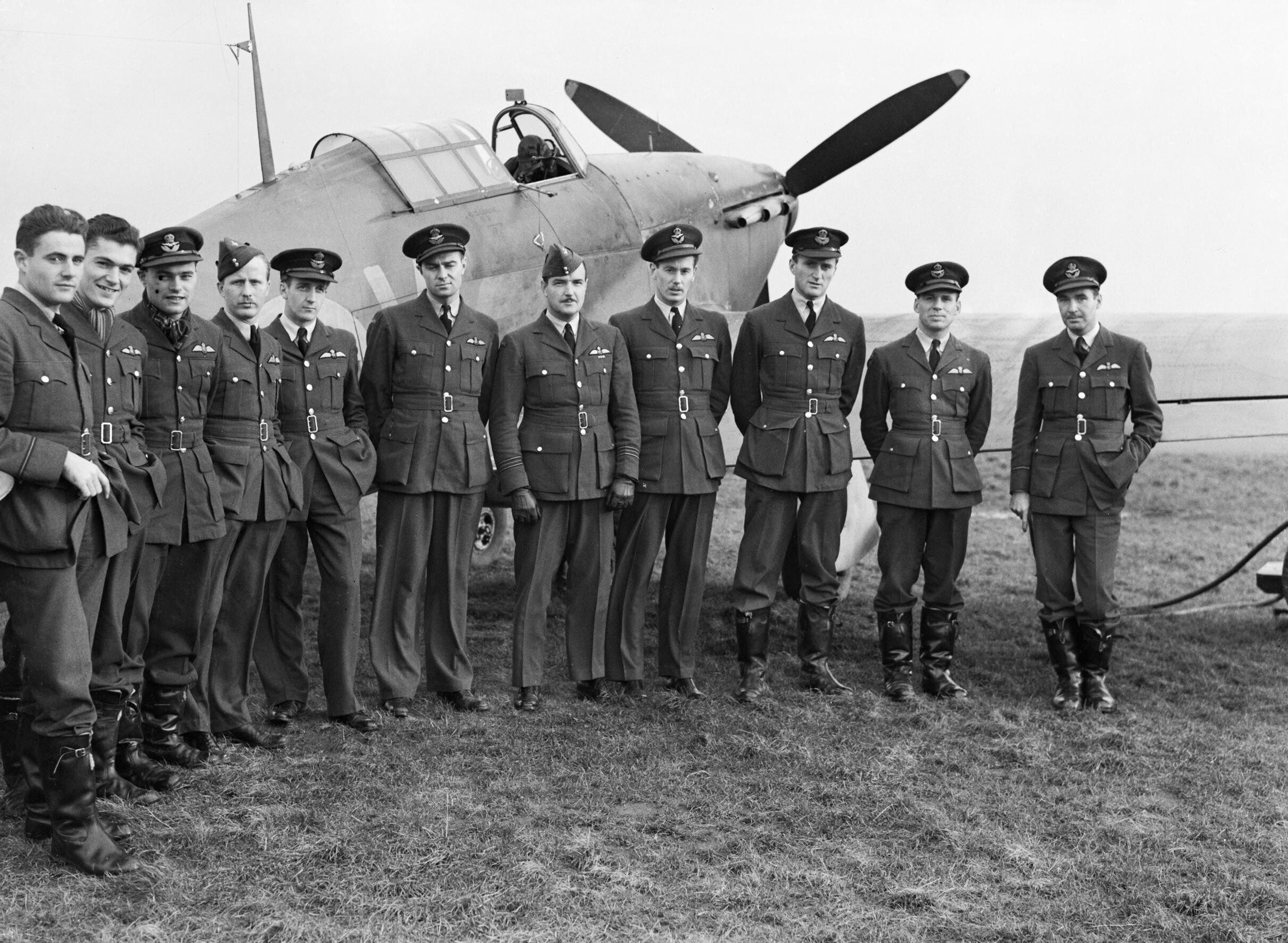
Pilotos del Escuadrón n.º 1 de la RCAF en el Reino Unido, octubre de 1940. El escuadrón se desplegó en el Reino Unido en junio de 1940, poco antes de la batalla de Inglaterra.

Desde la caída de Francia en junio de 1940 hasta la invasión alemana de la URSS en junio de 1941, Canadá proporcionó al Reino Unido alimentos, armas y materiales muy necesarios mediante convoyes navales y puentes aéreos, así como pilotos y aviones que lucharon en la batalla de Inglaterra y el Blitz. Durante la batalla de Inglaterra, entre 88 y 112 pilotos canadienses sirvieron en la RAF, la mayoría de los cuales fueron al Reino Unido por iniciativa propia. Por necesidad política, se formó un escuadrón «solo canadiense», el Escuadrón n.º 242 de la RAF, bajo el Plan de Instrucción Aérea de la Comunidad Británica de comienzos de la guerra. El escuadrón sirvió en la batalla de Francia. Más tarde, en junio de 1940, el Escuadrón n.º 1 de la RCAF se unió a ellos durante la batalla de Inglaterra. Estuvieron en todo «lo gordo» del combate en agosto. Para el final de la batalla en octubre de 1940, 23 pilotos canadienses habían muerto. Los escuadrones de la RCAF y los pilotos canadienses individuales que volaban con la RAF británica lucharon con distinción en cazas Spitfire y Hurricane durante la batalla de Inglaterra. El 1 de enero de 1943, había suficientes bombarderos y tripulaciones de la RCAF en Gran Bretaña para formar el Grupo n.º 6, uno de los ocho grupos de bombarderos del Mando de Bombarderos de la RAF. De haber invadido Alemania Gran Bretaña en 1941, las unidades de la formación conocida posteriormente como el I Cuerpo Canadiense ya estaban desplegadas entre el canal de la Mancha y Londres para hacerles frente.
Tras rendirse Francia, el Reino Unido le dijo a Canadá que una invasión alemana de Norteamérica no era imposible y que los canadienses tenían que hacer planes en consecuencia. A partir de junio de 1940, Canadá consideró que defenderse a sí mismo era tan importante como ayudar al Reino Unido, incluso puede que un poquito más. Se enviaron tropas canadienses a defender la colonia de Terranova, en la costa este de Canadá, el punto más cercano de Norteamérica a Alemania. Temiendo la pérdida de un enlace terrestre a las islas británicas, se pidió a Canadá que ocupara también Islandia, lo que hizo desde junio de 1940 hasta la primavera de 1941, tras la invasión británica inicial. Canadá también produjo equipo militar utilizando métodos y herramientas estadounidenses. Los costes ya no suponían ningún problema: el 24 de junio, el Gobierno de King presentó el primer presupuesto de mil millones de dólares de la historia de Canadá. Incluía 700 millones de dólares en gastos de guerra en comparación con los 126 millones del año fiscal 1939–1940; no obstante, debido a la guerra, la economía general fue la más robusta de la historia de Canadá. Con el apoyo de la oposición, la Ley de Movilización de Recursos Nacionales arrancó el servicio militar obligatorio en todo Canadá. Con la esperanza de evitar el problema que desencadenó la crisis de 1917, no podía enviarse a luchar a los canadienses reclutados en el extranjero a menos que se presentaran como voluntarios. Sin embargo, muchos se opusieron firmemente a cualquier forma de reclutamiento; cuando el alcalde de Montreal, Camilien Houde, se manifestó en contra del reclutamiento en agosto de 1940, fue detenido y enviado a un campo de internamiento.

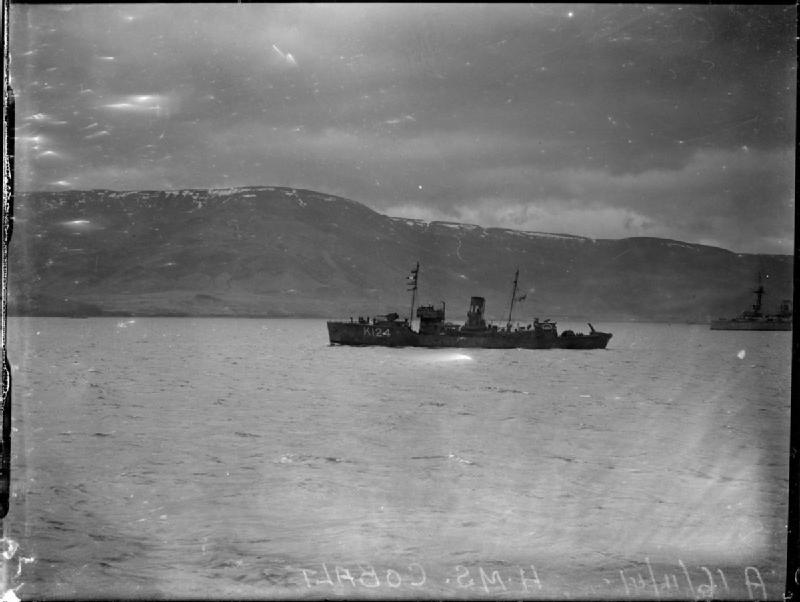
El HMCS Cobalt cerca de Hvalfjörður, Islandia. Canadá ocupó Islandia tras la invasión británica de Islandia en junio de 1940.

El Gobierno estadounidense también temía las consecuencias en Norteamérica de una victoria alemana en Europa. Debido a la doctrina Monroe, el Ejército estadounidense consideraba que un ataque extranjero contra Canadá equivalía a un ataque contra los Estados Unidos. Los aislacionistas estadounidenses que criticaban la ayuda que estaba prestando la administración de Roosevelt a Europa no podían criticar la ayuda a Canadá, al que, según una encuesta realizada entre los estadounidenses en el verano de 1940, el 81 % estaba a favor de defender. Que el Chicago Tribune aislacionista abogase por una alianza militar el 19 de junio sorprendió y complació a Canadá. A través de King, Estados Unidos pidió al Reino Unido que dispersase a la Marina Real por todo el Imperio para que los alemanes no lo pudiesen controlar. El 16 de agosto de 1940, King se reunió con Roosevelt en la ciudad fronteriza de Ogdensburg, Nueva York. Gracias al Acuerdo de Ogdensburg, acordaron crear la Junta Mixta Permanente de Defensa, una organización que planificaría la defensa conjunta de ambos países y seguiría existiendo después de la guerra. En el otoño de 1940, una derrota británica parecía tan probable que la junta acordó concederles a los Estados Unidos el control de las Fuerzas Armadas canadienses si Alemania ganaba en Europa. Para la primavera de 1941, como la situación militar había mejorado, Canadá se negó a aceptar el control estadounidense de sus fuerzas en caso de que Estados Unidos entrase en guerra.

### Terranova
Cuando se declaró la guerra, el Reino Unido esperaba que Canadá asumiese la responsabilidad de defender la Norteamérica británica. En 1939, L. E. Emerson era el comisionado de Defensa de Terranova. Winston Churchill dio instrucciones a Emerson para que cooperara con Canadá y aceptara una «invasión amistosa», al tiempo que animaba a Mackenzie King a aconsejar la ocupación de Terranova por el rey como monarca de Canadá. En marzo de 1942, el comisionado Emerson había reestructurado las organizaciones oficiales, como el Cuerpo de Detección de Aeronaves de Terranova, y las había integrado en unidades canadienses, como el Cuerpo de Identidad de Aeronaves de Canadá.

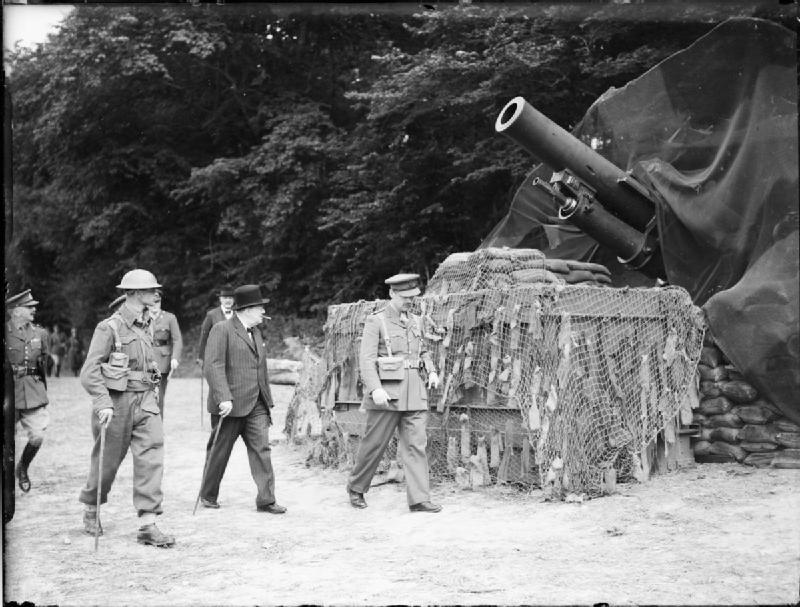
El 57.° Regimiento Pesado (Terranova), agosto de 1940. Se formaron varios regimientos de Terranova bajo la Royal Artillery británica, que sirvieron en África del Norte y Europa.

Varios regimientos canadienses estuvieron acuartelados en Terranova durante la Segunda Guerra Mundial. El más famoso era el Royal Rifles of Canada, que estaba apostado en el cabo Spear antes de que lo destinasen al Hong Kong británico. En julio de 1941, llegaron los Prince Edward Island Highlanders para sustituirlos. En 1941 y 1942, el Regimiento Lincoln & Welland estuvo destinado en el aeropuerto de Gander y luego en San Juan de Terranova.
El Ejército canadiense construyó una fortaleza de cemento en el cabo Spear con varios cañones para impedir un asalto naval alemán. Se erigieron otros fuertes con vistas al puerto de San Juan; se excavaron polvorines y búnkeres en las colinas del lado sur y se colocaron redes antitorpedos en la boca del puerto. Se colocaron cañones en la isla de Bell para proteger a la marina mercante de los ataques de los submarinos y se montaron cañones en Rigolette para proteger Goose Bay.
El Ejército británico concregó a dos unidades en Terranova para servir en el extranjero: la 59.ª Artillería de Campaña y la 166.ª Artillería de Campaña. La 59.ª sirvió en el norte de Europa, la 166.ª sirvió en Italia y África del Norte. También se convocó al Regimiento Real de Terranova, pero nunca fue desplegado en el extranjero. El Escuadrón n.º 125 (Terranova) de la RAF sirvió en Inglaterra y Gales y prestó apoyo durante el día D. El escuadrón se disolvió el 20 de noviembre de 1945.
Todos los soldados canadienses destinados en Terranova entre 1939 y 1945 recibieron un broche de plata en su Medalla al Servicio Voluntario Canadiense por servir en el extranjero. Como Canadá, Sudáfrica, Nueva Zelanda y Australia habían emitido sus propias medallas de servicio voluntario, el Gobierno de Terranova acuñó su propia medalla de servicio voluntario en 1978. La Medalla al Servicio Voluntario de Guerra de Terranova se concedió únicamente a los terranovenses que habían servido en el extranjero en las fuerzas de la Mancomunidad pero que no habían recibido una medalla al servicio voluntario. La medalla es de bronce: en el anverso hay una corona y un caribú; en el reverso, Britania y dos leones.

### Batalla de Hong Kong

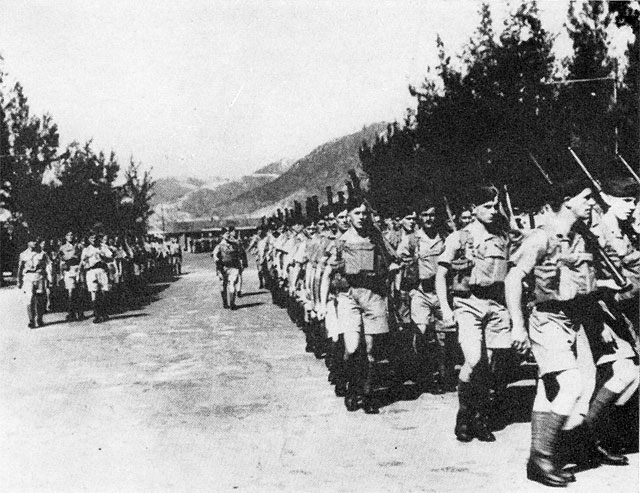
Soldados canadienses llegando a Hong Kong, varias semanas antes de la invasión japonesa de la ciudad.

En el otoño de 1941, el Gobierno británico aceptó una oferta del Gobierno canadiense de enviar dos batallones de infantería y un cuartel general de brigada (1975 personas) para reforzar al personal británico, indio y de Hong Kong acuartelado en Hong Kong. Se denominó «Fuerza C» y llegó a Hong Kong a mediados de noviembre de 1941, pero no contaba con todo su equipo. Inicialmente se situaron en el lado sur de la isla para repeler cualquier desembarco anfibio. El 8 de diciembre, tras el ataque japonés a Pearl Harbor, los japoneses comenzaron su ataque a Hong Kong con una fuerza cuatro veces mayor que la guarnición aliada. Llamaron a los soldados canadienses a contraatacar y entraron en combate por primera vez el 11 de diciembre. Después de un combate implacable, las fuerzas aliadas se rindieron el 25 de diciembre de 1941. La «Fuerza C» perdió 290 efectivos durante la batalla y otros 267 perecieron posteriormente en campos de prisioneros de guerra japoneses.

### Batalla de Dieppe
El Gobierno canadiense ejerció presión para que las tropas canadienses entraran en acción. En la batalla de Dieppe, el 19 de agosto de 1942, casi 5000 soldados de la inexperta 2.ª División Canadiense y 1000 comandos británicos desembarcaron en la costa de la Francia ocupada en el único gran asalto combinado antes de la invasión de Normandía. Aunque hubo muchos aviones de apoyo, se limitó deliberadamente el apoyo naval para no dañar la ciudad y reducir las bajas civiles. Como resultado, las fuerzas canadienses atacaron una costa muy defendida sin bombardeos de apoyo. De los 6086 hombres que llegaron a tierra, 3367 (60 %) fueron asesinados, heridos o capturados. La Real Fuerza Aérea no consiguió atraer a la Luftwaffe a una batalla abierta y perdió 106 aviones (32 al menos por fuego antiaéreo o accidentes), frente a los 48 que perdió la Luftwaffe. La Marina Real perdió 33 lanchas de desembarco y un destructor. Dos canadienses recibieron la Cruz Victoria por sus actos en Dieppe: el teniente coronel Charles Merritt del Regimiento South Saskatchewan y el capitán honorario John Foote, capellán militar de la Royal Hamilton Light Infantry.

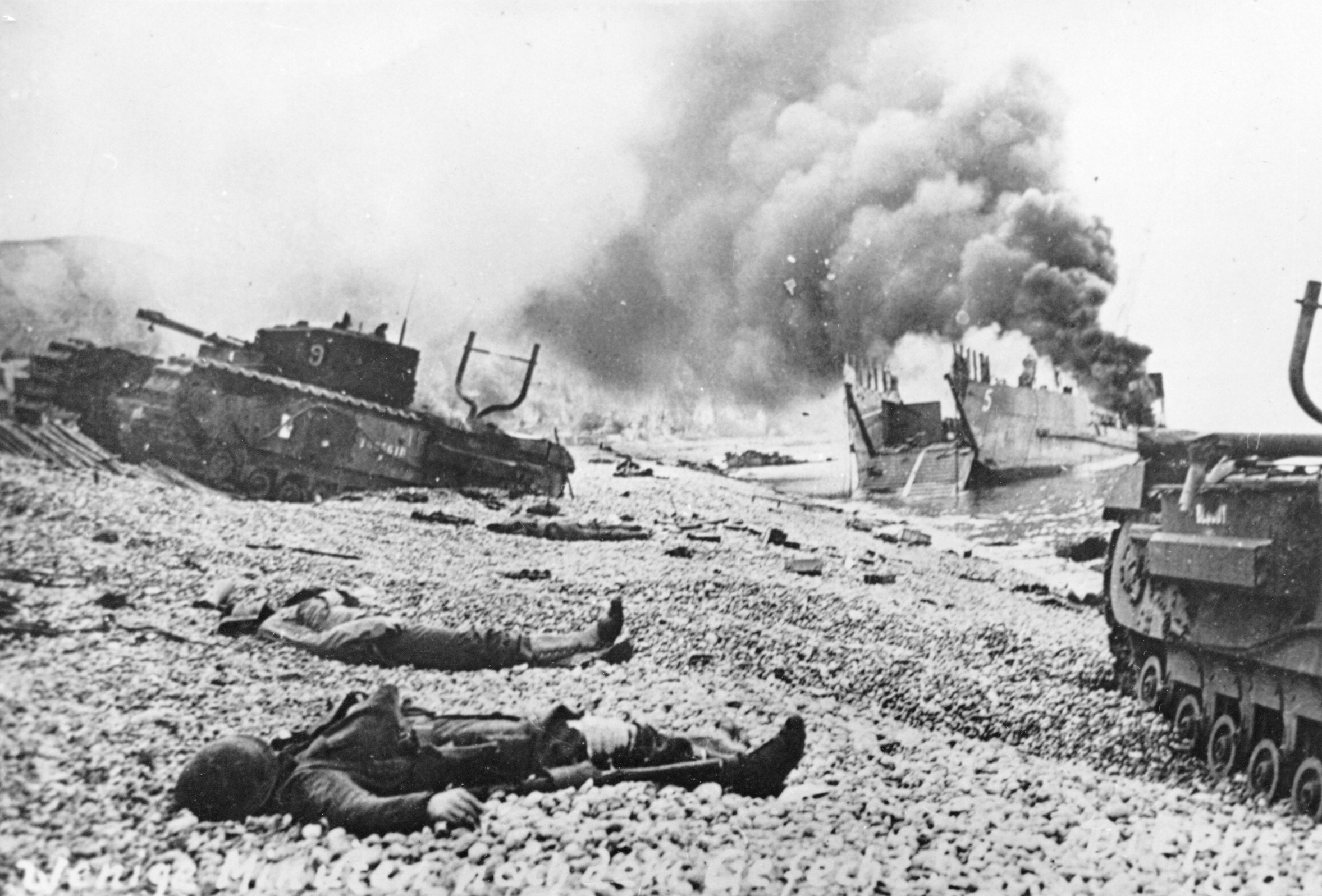
Imagen de Dieppe tras el intento de ataque contra el puerto, agosto de 1942. Las lecciones aprendidas del fracaso en Dieppe sentaron las bases para los posteriores desembarcos aliados en África del Norte y Europa.

Las lecciones de Dieppe se convirtieron en el manual de «lo que no hay que hacer» en una operación anfibia y sentaron las bases de los posteriores desembarcos en África del Norte y Normandía. En Dieppe se sacó a relucir:
1. La necesidad de apoyo de artillería preliminar, incluidos bombardeos aéreos;[36]
2. la necesidad de un factor sorpresa constante;
3. la necesidad de inteligencia en condiciones sobre las fortificaciones enemigas;
4. evitar un ataque de frente en una ciudad portuaria defendida;
5. la necesidad de embarcaciones en condiciones.[37]

Los británicos desarrollaron una serie de vehículos blindados de especialista que permitían a sus ingenieros realizar muchos de sus cometidos mientras estaban protegidos, a destacar los Funnies de Hobart. Las grandes deficiencias en las técnicas de apoyo terrestre de la RAF dieron lugar a la creación de una Fuerza Aérea Táctica integrada para apoyar las grandes ofensivas terrestres. Dado que las orugas de la mayoría de los tanques Churchill se quedaron atascadas en las playas de guijarros de Dieppe, los Aliados recopilaron información ambiental antes de la operación e idearon vehículos adecuados para hacer frente a los desafíos de los futuros sitios de desembarco. La batalla también puso en duda la creencia de los Aliados de que la toma de un puerto importante sería esencial para la creación de un segundo frente. Su opinión revisada era que la cantidad de daños sufridos por el bombardeo para capturar un puerto lo inutilizaría casi seguro. Como resultado, se tomó la decisión de construir puertos prefabricados «Mulberry» y remolcarlos a las playas como parte de una invasión a gran escala.

### Campaña de las islas Aleutianas

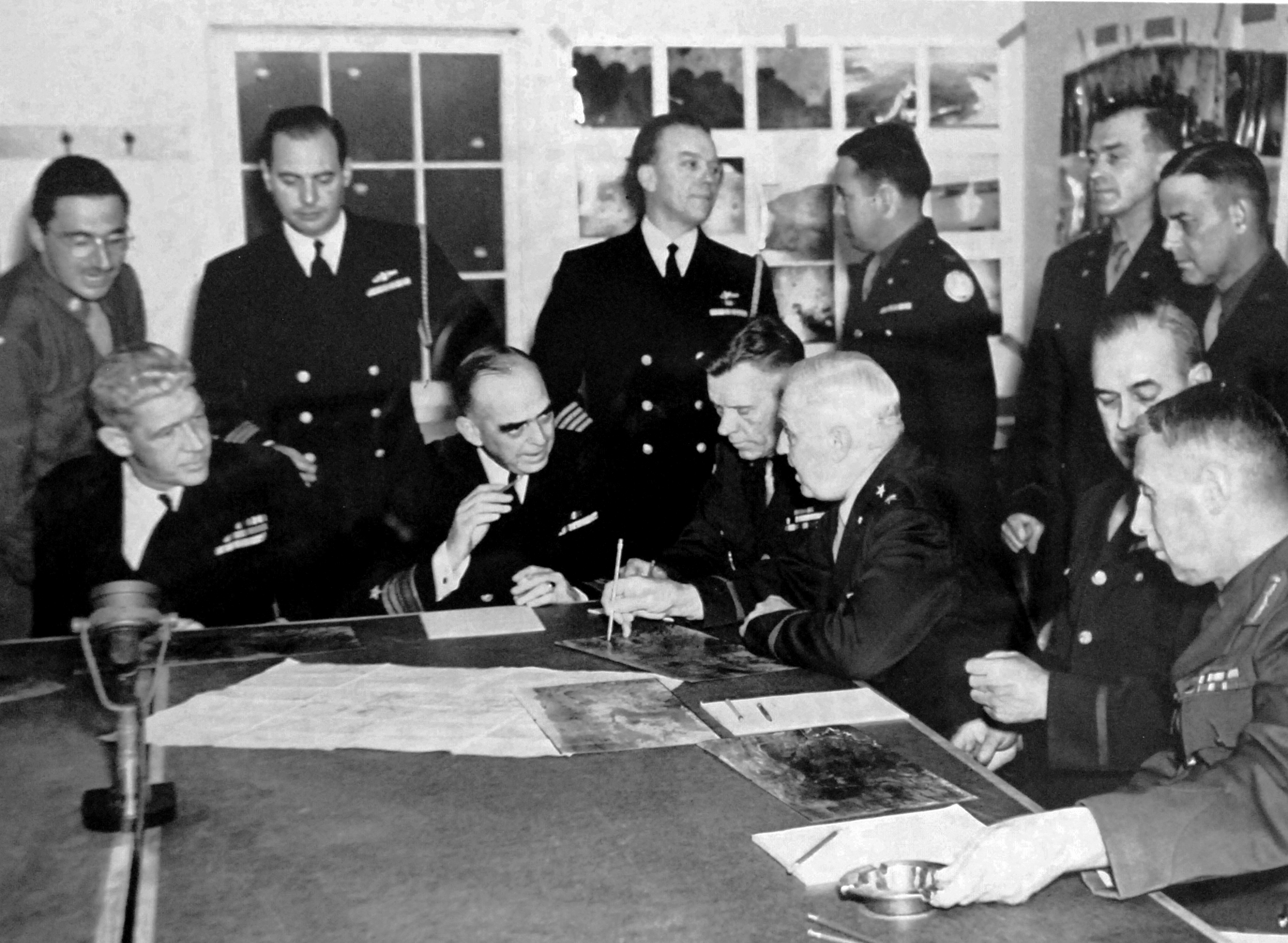
El mayor general George Pearkes (sentado, el último a la derecha) planificando la Operación Cottage con oficiales estadounidenses.

Poco después del ataque a Pearl Harbor y la entrada estadounidense en la guerra, las tropas japonesas invadieron las islas Aleutianas. Los aviones de la RCAF realizaron patrullas antisubmarinas contra los japoneses, mientras que en tierra, las tropas canadienses se desplegaron junto a las estadounidenses contra los japoneses. Debido a las circunstancias, solo se envió a las tropas canadienses al combate una vez durante la campaña de las Aleutianas, durante la invasión de la isla de Kiska. Sin embargo, los japoneses ya habían retirado a sus fuerzas a esas alturas.

## Teatro europeo (1943–45)

### Campaña italiana

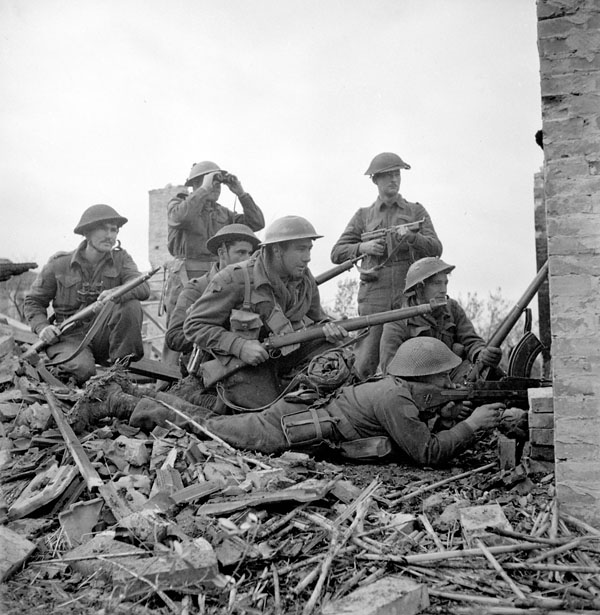
Varios soldados del 48.º Highlanders de Canadá en la batalla de Ortona, diciembre de 1943.

Aunque los canadienses habían servido en el mar, en el aire y en pequeños números en formaciones aliadas e independientes, la campaña italiana fue el primer enfrentamiento a gran escala de divisiones canadienses al completo desde la Primera Guerra Mundial. Los soldados canadienses desembarcaron en 1943 en la invasión aliada de Sicilia y la posterior invasión aliada de Italia, y lucharon durante la larga campaña italiana. Hubo más de 25 000 bajas canadienses en dicha campaña.
La 1.ª División Canadiense y la 1.ª Brigada Blindada Canadiense participaron en la invasión aliada de Sicilia, la Operación Husky, el 10 de julio de 1943, y también en la Operación Baytown, parte de la invasión aliada de Italia, el 3 de septiembre de 1943. La participación canadiense en las campañas de Sicilia e Italia fue posible después de que el Gobierno decidiera disolver el Primer Ejército Canadiense, que estaba en Gran Bretaña sin hacer nada. La presión del pueblo para que las tropas canadienses comenzaran a luchar forzó una medida antes de la esperada invasión del noroeste de Europa. Las tropas lucharon durante la larga y ardua campaña italiana hasta que fueron redistribuidas al frente occidental en febrero–marzo de 1945 durante la Operación Goldflake. Para entonces, la contribución canadiense al teatro de operaciones italiano había crecido hasta incluir el cuartel general del I Cuerpo Canadiense, la 1.ª División, la 5.ª División Canadiense (Blindada) y una brigada acorazada independiente. Entre las batallas más destacadas en Italia se encuentran la campaña del Río Moro, la batalla de Ortona y las batallas para romper la Línea Hitler, y posteriormente los combates en la Línea Gótica.
Se concedieron tres Cruces Victoria: al capitán Paul Triquet del Royal 22e Régiment, al soldado Smokey Smith de los Seaforth Highlanders of Canada y al mayor John Mahoney del Regimiento Westminster (Motorizado).

### Liberación de Francia

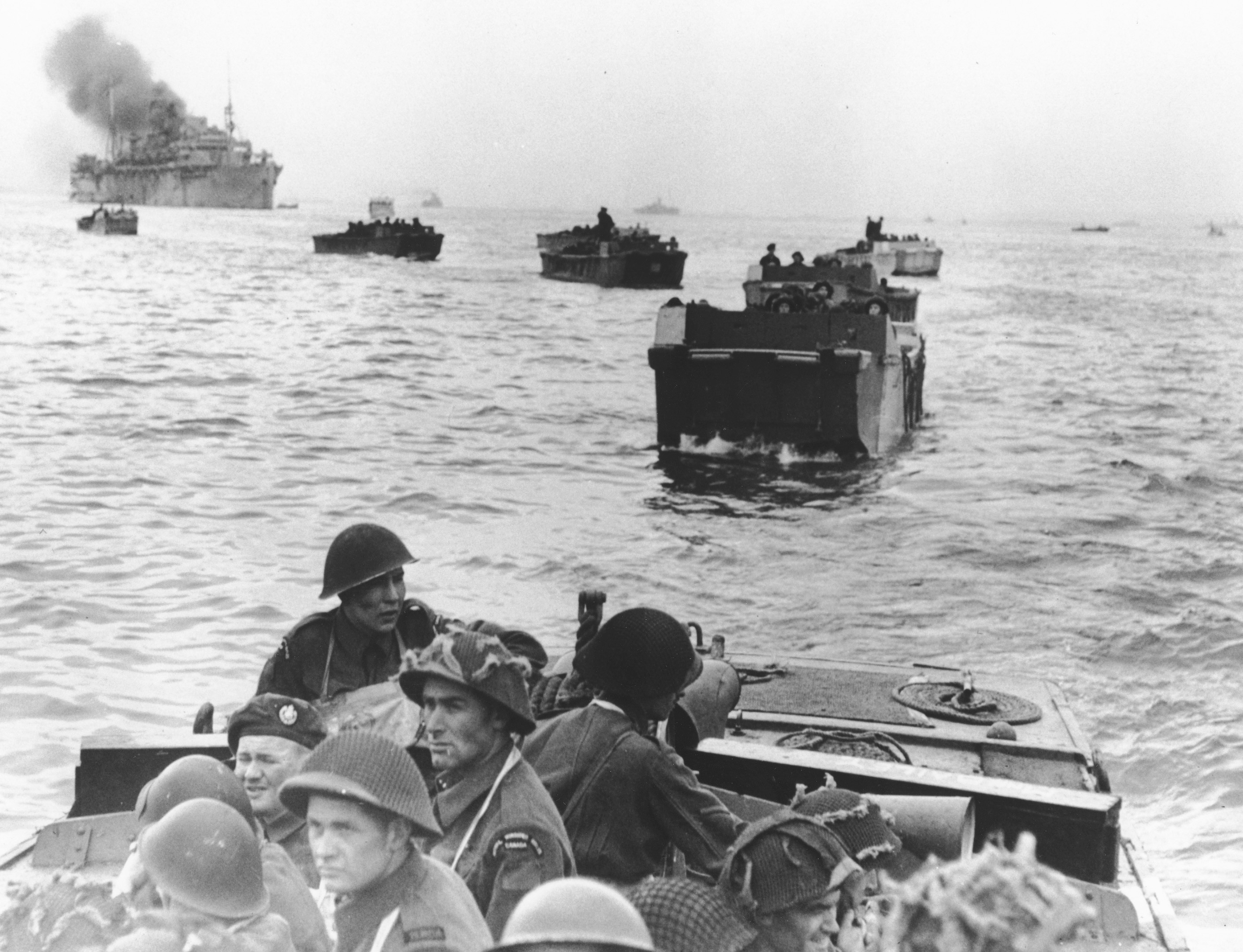
Canadienses a bordo de LCA rumbo a la playa de Juno durante el día D, junio de 1944.

El 6 de junio de 1944, la 3.ª División Canadiense desembarcó en la playa de Juno de Normandía y sufrió bajas considerables durante la primera hora del ataque. Al final del día D, los canadienses se habían adentrado más en Francia que las tropas británicas o estadounidenses en sus respectivos sitios de desembarco, sobreponiéndose a una resistencia mayor que la de las demás cabezas de playa, excepto Omaha. En el primer mes de la campaña de Normandía, las tropas canadienses, británicas y polacas se enfrentaron a algunas de las tropas alemanas más fuertes y mejor entrenadas de ese teatro de operaciones, incluidas la 1.ª División Leibstandarte SS Adolf Hitler, la 12.ª División Panzer SS Hitlerjugend y la División Panzer-Lehr. Uno de cada siete soldados canadienses que murieron entre el 6 y el 11 de junio fueron asesinados después de rendirse en una serie de ejecuciones que pasaron a conocerse como las masacres de Normandía.
Los canadienses organizaron varias operaciones costosas para abrirse paso hacia la ciudad crucial de Caen y luego hacia el sur, hacia Falaise, como parte del intento aliado de liberar París. Para cuando el Primer Ejército Canadiense se unió a las fuerzas estadounidenses, cerrando la bolsa de Falaise, la destrucción del Ejército alemán en Normandía estaba casi asegurada. Los canadienses obtuvieron tres Cruces Victoria en el noroeste de Europa: el comandante David Currie, del Regimiento South Alberta, recibió la Cruz Victoria por sus actos en Saint-Lambert; el capitán Frederick Tilston, del Essex Scottish, y el sargento Aubrey Cosens, del Queen's Own Rifles of Canada, fueron condecorados por su servicio en los combates de Renania en 1945, este último a título póstumo. 50 000 canadienses lucharon en el día D.

### Los Países Bajos

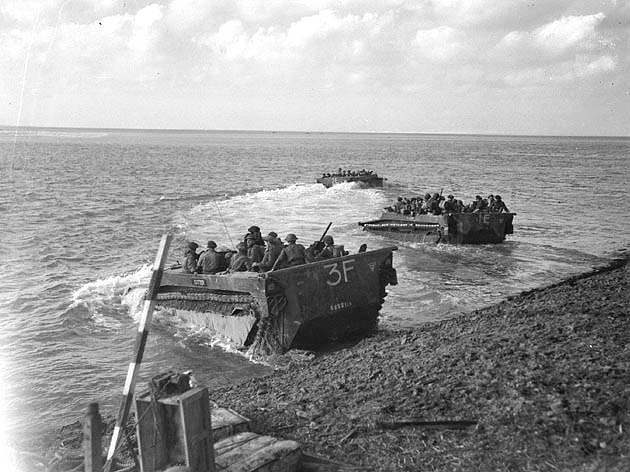
Vehículos anfibios del Primer Ejército Canadiense cruzan el Escalda para intentar abrir rutas marítimas a Amberes, septiembre de 1944.

Una de las contribuciones canadienses más importantes fue la batalla del Escalda, en la que participó el II Cuerpo Canadiense, a la orden del teniente general Guy Simonds, bajo el mando del Primer Ejército Canadiense, dirigido por el general Henry Duncan Graham Crerar. El Cuerpo incluía a la 2.ª División de Infantería Canadiense, a la 3.ª División de Infantería Canadiense y a la 4.ª División Canadiense (Blindada). Aunque era una formación canadiense de nombre, el II Cuerpo Canadiense también incluía a la 1.ª División Blindada polaca, la 1.ª Brigada de Infantería Belga y la Real Brigada de Infantería Motorizada de los Países Bajos. La 51.ª División de Infantería británica estaba adscrita al Cuerpo.
Los británicos habían liberado Amberes, pero el puerto de la ciudad no podía emplearse hasta que se expulsase a los alemanes del estuario fortificado del Escalda. Durante varias semanas de combates cruentos en el otoño de 1944, los canadienses derrotaron a los alemanes en la región. Entonces, los canadienses se dirigieron al este y desempeñaron un papel fundamental en la liberación de los Países Bajos. En 1944–45, el Primer Ejército Canadiense fue responsable de liberar gran parte de los Países Bajos de la ocupación alemana. Canadá perdió 7600 tropas en estas operaciones. Este día se celebra el 5 de mayo en conmemoración de la rendición del comandante en jefe alemán Johannes Blaskowitz ante el teniente general Charles Foulkes, al mando del I Cuerpo Canadiense, formado por la 1.ª División de Infantería Canadiense, la 5.ª División Canadiense (Blindada) y la 1.ª Brigada Blindada Canadiense, junto con unidades de apoyo. El Cuerpo había vuelto de luchar en el frente italiano en febrero de 1945 como parte de la Operación Goldflake.
La llegada de las tropas canadienses se produjo en un momento de crisis en los Países Bajos. Las tropas canadienses dieron sus raciones a los niños y mantas a los civiles. Se usaron bombarderos para lanzar paquetes de comida a los civiles hambrientos en las ciudades ocupadas por los alemanes de Róterdam, Ámsterdam y La Haya, en la Operación Maná, con el permiso de Alemania, siempre que los bombarderos no superaran los 60 metros de altitud.

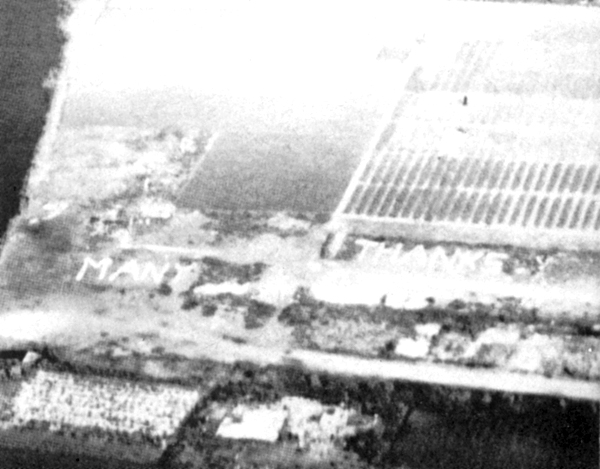
Many Thanks («Muchas gracias») escrito con tulipanes después de la Operación Maná. La operación consistía en entregas aéreas humanitarias para ayudar a paliar la hambruna en los Países Bajos.

La Familia Real de los Países Bajos se había mudado a Ottawa hasta que no se liberasen los Países Bajos, y la princesa Margarita nació durante este exilio en Canadá. La princesa Juliana de los Países Bajos, hija única de la entonces reina Guillermina y heredera al trono, se refugió en Canadá con sus dos hijas, Beatriz e Irene, durante la guerra. Durante la estancia de la princesa Juliana en Canadá, se hicieron los preparativos para el nacimiento de su tercera hija. Para garantizar la ciudadanía neerlandesa del bebé real, el Parlamento canadiense aprobó una ley especial que declaraba la sala de partos de la princesa Juliana en el Civic Hospital de Ottawa como «extraterritorial». El 19 de enero de 1943, nació la princesa Margarita. Al día siguiente, se izó la bandera neerlandesa en la Peace Tower. Esta ha sido la única vez que se ha izado una bandera extranjera en un edificio parlamentario de Canadá.
En 1945, el pueblo de los Países Bajos envió 100 000 bulbos de tulipán recogidos a mano como regalo de posguerra por el papel que desempeñaron los soldados canadienses en la liberación de los Países Bajos. Estos tulipanes se plantaron en Parliament Hill y a lo largo de Queen Elizabeth Driveway. La princesa Juliana estaba tan contenta por la relevancia del regalo que en 1946 decidió enviar un regalo personal de 20 000 bulbos de tulipán para mostrar su gratitud por la hospitalidad de Ottawa. El regalo formaba parte de un legado de por vida. Desde entonces, los tulipanes han proliferado en Ottawa como símbolo de paz, libertad y amistad internacional. Cada año, la capital canadiense recibe 10 000 bulbos de la Familia Real neerlandesa, y se celebra el Festival del Tulipán de Canadá. En 1995, los Países Bajos donaron otros 5000 bulbos para Parliament Hill, 1000 para cada capital provincial y territorial y 1000 para el hospital Ste. Anne de Sainte-Anne-de-Bellevue, Que (el único hospital federal que quedaba en Canadá, administrado por Veterans Affairs Canada). Se cree que los Países Bajos y el pueblo neerlandés sienten un afecto incondicional por Canadá y los canadienses mucho después de la guerra, que perdura hasta el día de hoy.

## Guerra naval

### Batalla del Atlántico

Mapa de la brecha del Atlántico Medio, un área fuera del alcance de los aviones terrestres, y barcos hundidos en 1941 (los puntos azules denotan barcos aliados hundidos). Canadá tenía la responsabilidad de defender los convoyes aliados que cruzaban la brecha de las manadas alemanas.

La batalla del Atlántico fue la batalla más larga de la Segunda Guerra Mundial. Cuando el Reino Unido le declaró la guerra a Alemania, Canadá le siguió rápidamente, entrando en la guerra el 10 de septiembre de 1939, ya que les interesaba defender al Reino Unido.
La seguridad canadiense dependía del éxito británico en la guerra. Junto con el mantenimiento de la seguridad nacional, en el sentido político, a algunos les parecía que era el deber de Canadá ayudar a sus aliados. Por ejemplo, el primer ministro canadiense Mackenzie King estaba totalmente convencido de que era un «deber nacional evidente» de Canadá «respaldar al Reino Unido».
Cuando estalló la Segunda Guerra Mundial en 1939, Canadá tenía una armada pequeña. En 1939, Canadá tenía siete buques de guerra. Cuando entró en la guerra, Canadá se sometió a una reforma naval para seguir el ritmo y ayudar a los británicos. Cuando estalló la guerra, 3500 canadienses estaban en la RCN. En septiembre de 1940, «la RCN ascendió a 10 000 hombres».
Los organismos del Gobierno canadiense también desempeñaron un papel fundamental en los patrones de guerra en el Atlántico. La Canadian Navies Division operaba una red de control naval de agentes marítimos en los Estados Unidos neutrales desde 1939 hasta 1941. Estos agentes dirigían los movimientos de los barcos británicos en los Estados Unidos, y también los sistemas en aumento de la Marina de los Estados Unidos en lo que respecta a los movimientos comerciales básicos. Se suministraron publicaciones especiales sobre asuntos comerciales a la Marina de los Estados Unidos desde Ottawa en 1941 y, para cuando sucedió lo de Pearl Harbor, los directores de los puertos estadounidenses estaban trabajando con Ottawa como un equipo. El trabajo de Ottawa en el estudio de los movimientos comerciales y el seguimiento de la inteligencia fue tan eficaz y crucial que se les encomendó la tarea de controlar el transporte marítimo al oeste de los 40〫 y al norte del ecuador desde diciembre de 1941 hasta julio de 1942, junto con el suministro de inteligencia diaria a la dirección de comercio de la Marina estadounidense.
A Canadá también se le encomendó la responsabilidad de cubrir dos puntos de importancia estratégica en el Atlántico. El primero se conoce como la «brecha del Atlántico Medio», frente a la costa de Groenlandia. La brecha era un punto muy hostil en la línea de suministros y muy difícil de controlar. Usando Islandia como punto de repostaje y con Canadá al oeste, consiguieron estrechar la brecha a 560 km.

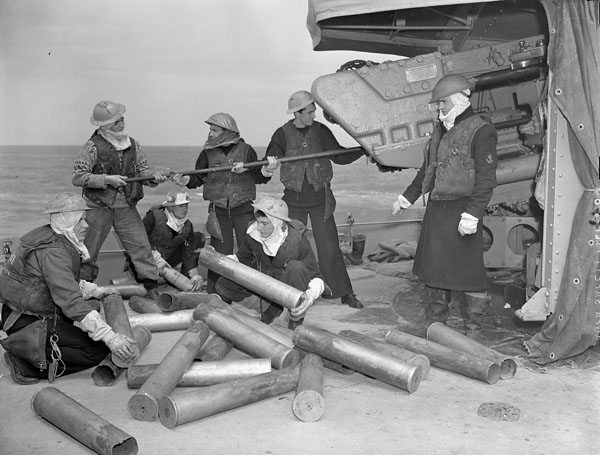
Tripulación del HMCS Algonquin durante un bombardeo naval contra las posiciones alemanas en Normandía, antes del desembarco del día D.

La segunda tarea que se le encomendó a Canadá fue controlar el canal de la Mancha durante la Operación Overlord, es decir, los desembarcos de Normandía. El 6 de junio, se desplegaron 50 barcos escoltas de la RCN desde el Atlántico norte y aguas canadienses para la invasión. Su misión era cubrir los flancos de la invasión para garantizar la defensa submarina de la flota de invasión, realizar patrullas a distancia del flanco sur de la zona de invasión y, por último, impedir que las flotillas de submarinos en el canal consiguieran refuerzos. Esta invasión se apoyó en la RCN para cubrir los flancos británico y estadounidense para garantizar el éxito del desembarco en las playas de Normandía.

Canadá experimentó un crecimiento enorme durante la Segunda Guerra Mundial, pasando de unos pocos buques de guerra a ser la tercera armada más grande el mundo después de derrotar a las potencias del Eje y por el papel que desempeñaron ayudando a la Marina estadounidense con inteligencia. Su papel principal de proteger los barcos mercantes que navegaban de Norteamérica a Gran Bretaña fue un éxito, aunque compartieron esa victoria con las grandes potencias aliadas. Durante la guerra, Canadá realizó 25 343 travesías de escolta y entregó 164 783 921 toneladas de cargamento. Para cuando terminó la guerra, los documentos alemanes constataban que la Marina Real Canadiense era responsable de la pérdida de 52 submarinos en el Atlántico. En cambio, se hundieron 59 barcos mercantes y 24 buques de guerra canadienses durante la batalla del Atlántico.
"Los canadienses han resuelto el problema de los convoyes en el Atlántico".

—Almirante británico sir Percy Noble

### Sudeste Asiático y el Pacífico

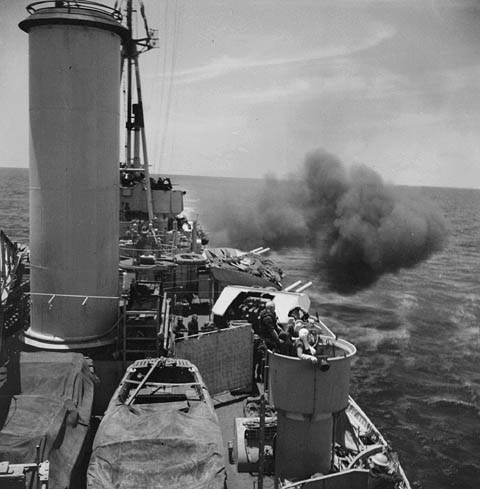
El HMCS Uganda bombardea la isla Miyako, sirviendo como parte de la flota británica del Pacífico, mayo de 1945.

Las fuerzas especiales y navales canadienses participaron en cierto modo en el Pacífico y el Sudeste Asiático. Los cruceros HMCS Ontario y HMCS Uganda, así como el crucero mercante armado HMCS Prince Robert, fueron asignados a la Flota del Pacífico británica. El HMCS Uganda estaba allí en ese momento. El HMCS Ontario llegó para apoyar las operaciones de posguerra en las Filipinas, Hong Kong y Japón. No obstante, el Uganda fue el único buque de la Marina Real Canadiense que luchó activamente contra los japoneses y sirvió en la Flota del Pacífico británica. Varias fuerzas especiales canadienses también sirvieron en el Sudeste Asiático, como la «Unidad de Reconocimiento Marítimo», un equipo de buzos que tenían la tarea de encabezar los asaltos a través de ríos en Birmania.
Las condiciones a bordo del HMCS Uganda, comparadas con las de los buques de la Marina de los Estados Unidos, la estricta disciplina y la imposibilidad de mostrar una identidad canadiense propia contribuyeron a la baja moral y al resentimiento de la tripulación. En un intento de remediar esto y consciente del cambio en la política del Gobierno canadiense de que en adelante solo los voluntarios servirían en el extranjero, el comandante del barco, el capitán Edmond Rollo Mainguy, invitó a los miembros de la tripulación (antes de la fecha oficial) a registrar su negativa a servir en el extranjero. De los 907 miembros de la tripulación, 605 lo hicieron el 7 de mayo de 1945.
Esta decisión, que tuvo repercusión jurídica, fue transmitida a Canadá y de ahí al Gobierno británico. Ante la airada respuesta británica, los canadienses aceptaron seguir apostados hasta ser sustituidos. Esto ocurrió el 27 de julio de 1945, cuando el HMS Argonaut se unió a la Flota del Pacífico británica y el Uganda partió hacia Esquimalt. Llegó el día de la rendición japonesa.

### Ataques en aguas canadienses y el continente

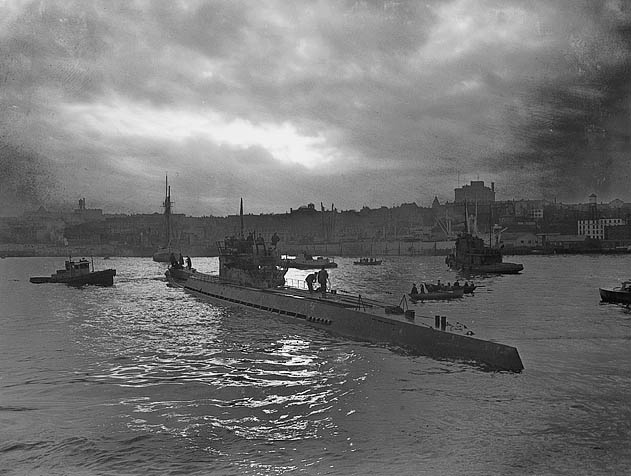
El submarino alemán U-190 se rinde en San Juan, Terranova y Labrador, junio de 1945. Los submarinos operaron en aguas canadienses y terranovenses durante la guerra en un intento de perturbar los convoyes.

Los submarinos del Eje operaron en aguas canadienses y terranovenses durante la guerra, hundiendo muchos navíos de la Marina y mercantes. Se produjeron dos ataques significativos en 1942, cuando los submarinos alemanes atacaron cuatro mineraleros aliados en Bell Island, Terranova. El U-513 hundió los cargueros SS Saganaga y SS Lord Strathcona el 5 de septiembre de 1942, mientras que el U-518 hundió el SS Rosecastle y el P.L.M. 27 el 2 de noviembre. Cuando el submarino lanzó un torpedo al puerto de carga, Bell Island se convirtió en la única ubicación de Norteamérica que recibió un ataque directo alemán durante la Segunda Guerra Mundial. También había submarinos en el río de San Lorenzo: durante la noche del 14 de octubre de 1942, el ferri de Newfoundland Railway, el SS Caribou, fue torpedeado por el submarino alemán U-69 y se hundió en el estrecho de Cabot. 137 personas perdieron la vida. Ambos bandos lucharon para superar al otro y decidir el destino de los buques mercantes en el océano Atlántico. Se han encontrado varios restos de submarinos en aguas canadienses, algunos hasta en el río Churchill, en Labrador. El Canadá continental también fue atacado cuando el submarino japonés I-26 bombardeó el faro de Estevan Point, en la isla de Vancouver, el 20 de junio de 1942
Japón también lanzó globos incendiarios a Canadá, y algunos llegaron a la Columbia Británica y otras provincias occidentales. Se lanzaron bombas globo Fu-Go durante el invierno de 1944–45, pero ningún canadiense resultó herido. El Ejército japonés esperaba que, además de los efectos directos de las explosiones, las bombas incendiarias provocaran incendios. Como los globos tenían que lanzarse en invierno, cuando la corriente en chorro es más fuerte, el terreno nevado impidió que se propagaran los incendios. Sin embargo, durante la guerra se encontraron 57 artefactos hasta en el este de Manitoba. Se descubrieron muchos otros ya en 2014.

## Frente interno

### Manufactura, minería y producción

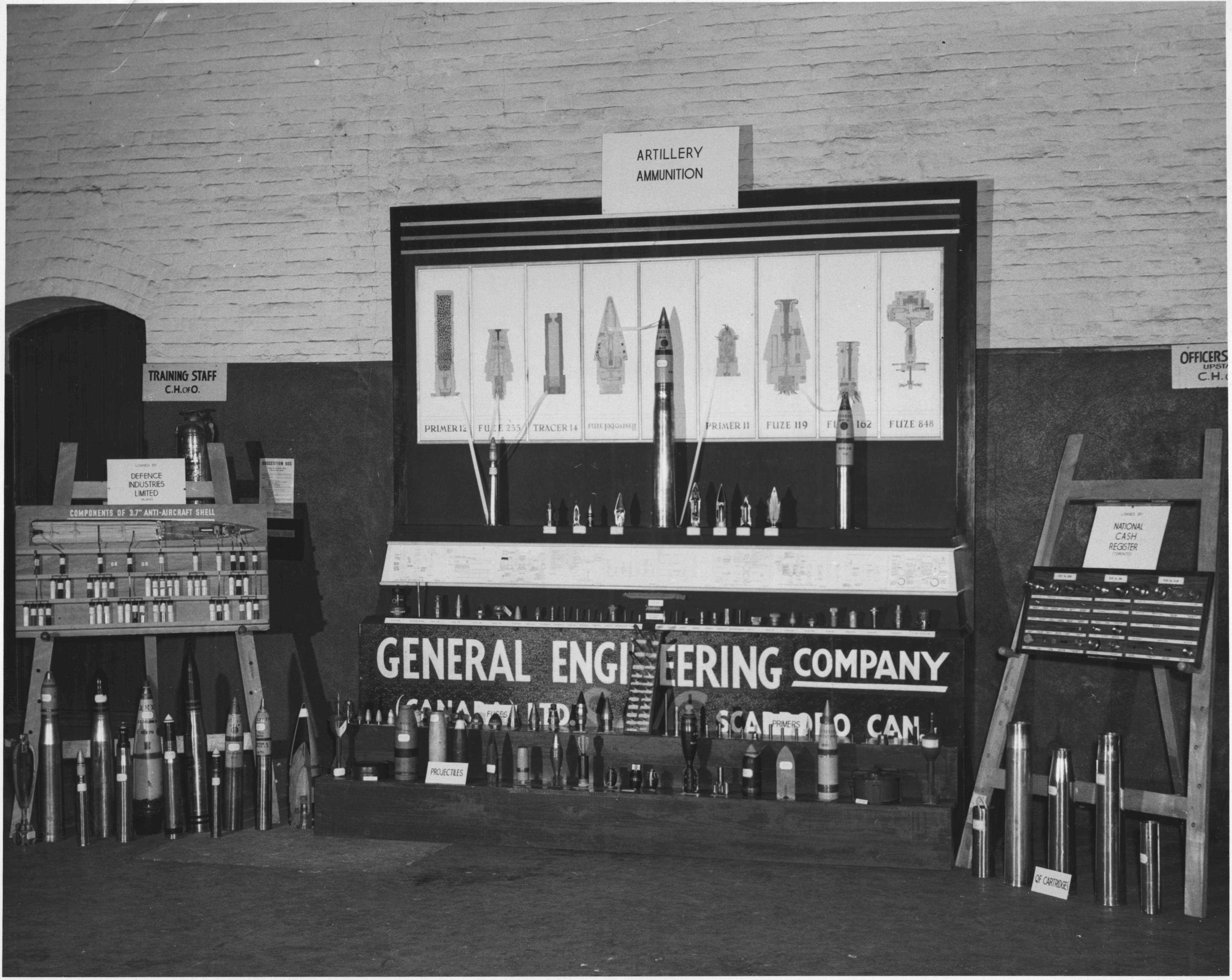
Exhibición de munición por General Engineering Company (Canadá) y Defence Industries Limited (Ajax)

Cuando estalló la Segunda Guerra Mundial, Canadá estaba saliendo de la Gran Depresión, lo cual dio mucha importancia a las industrias y los agricultores de Canadá. Canadá necesitaba trabajadores desesperadamente. Durante la guerra, las industrias de Canadá fabricaron material bélico y demás suministros para todos los países aliados por un valor de casi 10 000 millones de dólares, que equivaldrían a unos 100 000 millones actuales. Como los hombres estaban en el extranjero, las mujeres empezaron a tener un papel mucho más importante en el trabajo. Debido a las estrictas restricciones salariales y de precios impuestas por el Gobierno, no se reconocían los derechos de los trabajadores durante esta época. De los 11,3 millones de habitantes de Canadá, el número total de trabajadores de las industrias bélicas era de aproximadamente 1 millón, mientras que 2 millones trabajaban en la agricultura, las comunicaciones y el procesado de alimentos.
El trigo era una de las mayores fuentes de producción de Canadá. Aunque el trigo era sumamente importante, Canadá empezó a ahogarse en la producción de trigo y James Gardiner admitió que los agricultores necesitaban producir otros productos agrícolas. Tras el discurso de Gardiner, los agricultores cambiaron de dirección y en 1944, Canadá había producido 7,4 millones de cerdos. La contribución de Canadá al esfuerzo bélico fue reconocida por naciones de todo el mundo.
Después de que Gardiner pidiese a los agricultores producir menos trigo, la producción de trigo se desplomó a lo largo de los siguientes cinco años. De 1940 a 1945, los ingresos derivados de la venta de productos agrícolas como el ganado, los cereales y los cultivos de campo experimentaron un aumento espectacular, debido al creciente valor y la necesidad de estos bienes para el esfuerzo bélico. Además, al haber escasez de mano de obra en las explotaciones agrícolas, los productos se encarecieron. La producción de trigo en Canadá se redujo en más de 200 millones de fanegas al año entre 1939 y 1945, pero los ingresos totales de la producción de trigo de Canadá aumentaron en más de 80 millones de dólares.

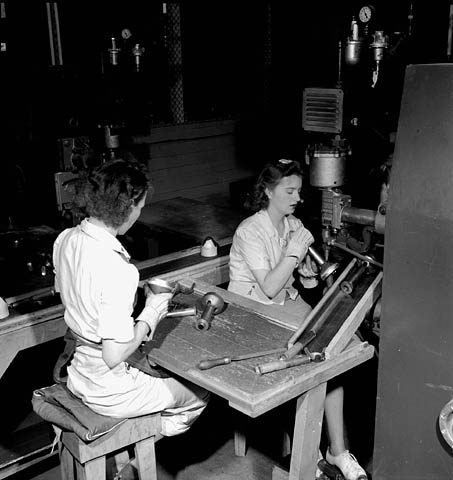
Trabajadoras de montaje durante la Segunda Guerra Mundial. Durante la guerra, Canadá se convirtió en un importante productor de artículos de guerra, en particular vehículos de ruedas.

En 1942, Ottawa inscribió a las mujeres de entre 20 y 24 años en los sectores de servicios para cubrir los puestos de los que fueron a la guerra. En total, alrededor de 1 073 000 mujeres formaron parte de la población activa. Roles que tradicionalmente pertenecían a los hombres, como la agricultura, la fuerza aérea, el trabajo y la producción, fueron ocupados por mujeres que buscaban trabajar para la economía. También estaba previsto que ocuparan los puestos de trabajo de los hombres en el frente interno para animarlos a ir a la guerra. Las mujeres del frente interno contribuyeron al esfuerzo bélico donando ropa, comida y dinero a las organizaciones médicas. Como las mujeres trabajaban y los hombres iban a la guerra, el tamaño medio de las familias disminuyó y los niños no tenían padres que los cuidaran. Todavía existía un estigma en torno a las mujeres que trabajaban en industrias y trabajos urbanos. En cambio, el Gobierno había otorgado a 4000-5000 mujeres una nueva responsabilidad: regular los suministros de alimentos para que se conservaran y no se desperdiciaran de acuerdo con las consecuencias fluctuantes de la guerra y el clima, cosa que se entendía como algo propio de la esfera doméstica.
La vida de los niños y los jóvenes también cambió drásticamente. Los adolescentes mayores fueron agricultores y se unieron a la población activa porque la mayoría de los hombres sin discapacidades estaban en el extranjero. El Gobierno canadiense hasta redujo la edad mínima para sacarse el carné a los 14 años para que los adolescentes estuviesen autorizados para conducir tractores y otros vehículos.
Los indígenas canadienses desempeñaron un papel importante en el frente interno durante la Segunda Guerra Mundial. Donaron mucho dinero para causas patrióticas y humanitarias. Los indígenas canadienses recolectaron chatarra, caucho y huesos en pos del esfuerzo bélico. Concretamente, la población inuit recolectaba huesos animales y los enviaba en secreto al sur para que se usasen para fabricar munición. La escasez de mano de obra en todo Canadá durante la Segunda Guerra Mundial mejoró las condiciones económicas de muchas familias indígenas. Esta escasez brindó más oportunidades de empleo con salarios más altos a los que los indígenas estaban acostumbrados. A pesar de la afluencia de indígenas que se alistaron en el Ejército y contribuyeron en la nación, también hubo cierta oposición al esfuerzo bélico por parte de las Naciones Originarias, los métis y los inuit canadienses. Esto se debió principalmente a los impuestos que el Gobierno impuso a los pueblos indígenas y a las secuelas de la guerra anterior, que perseguían a las comunidades indígenas. Además, el reclutamiento tuvo un impacto negativo en la relación entre muchas de las comunidades de las Naciones Originarias, métis e inuit de Canadá y el Gobierno federal.
Antes de la guerra, los sino-canadienses solían estar discriminados en Canadá y a través del sistema de inmigración canadiense. No obstante, las contribuciones de los sino-canadienses al esfuerzo bélico sentaron la base de su reclamación de igualdad de trato en Canadá tras la guerra. Aunque en un principio se les disuadió de alistarse, la victoria de Japón en Hong Kong hizo que el Gobierno británico volviera a pedir el alistamiento de sino-canadienses, concretamente de chinos que supieran hablar inglés y pudieran ayudar en la guerra de guerrillas. Los sino-canadienses lucharon con las Fuerzas Armadas canadienses y las comunidades recaudaron fondos para el esfuerzo bélico. Los chinos de Vancouver contribuyeron más per capita que cualquier otro grupo. Los sino-canadienses se alistaron a muchos grupos de servicio, como la Cruz Roja. Muchos jóvenes se ofrecieron voluntarios para servir en el extranjero, mientras que otros trabajaron en la investigación y la industria de guerra. La participación en la guerra fue algo polémica en la comunidad sino-canadiense debido al trato racista al que habían estado sometidos. Sin embargo, para 1944, la participación en la guerra se convirtió en la base de una petición que exigía un mayor reconocimiento de los derechos de los sino-canadienses.

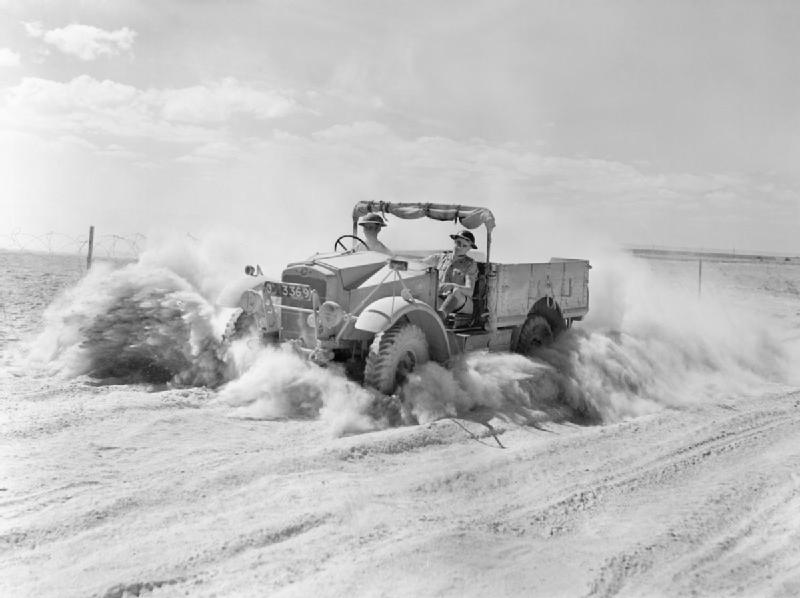
Un camión CMP del Ejército británico en África del Norte, noviembre de 1940. La mayoría de los camiones CMP se fabricaron en Canadá durante la guerra.

Al comienzo de la Segunda Guerra Mundial, Canadá no contaba con una amplia industria manufacturera aparte de la automovilística. Sin embargo, para finales de la guerra, la producción de vehículos de motor de Canadá en tiempos de guerra constituía el 20 % de la producción total combinada de Canadá, EE. UU. y el Reino Unido. La nación se había convertido en uno de los principales fabricantes de automóviles del mundo en los años veinte debido a la presencia de sucursales de fabricantes de automóviles estadounidenses en Ontario. En 1938, la industria automovilística canadiense era la cuarta del mundo en producción de turismos y camiones, a pesar de que gran parte de su capacidad productiva permanecía inactiva a causa de la Gran Depresión. Durante la guerra, esta industria se empleó a fondo, construyendo todo tipo de material bélico, en particular vehículos de ruedas, de los que Canadá se convirtió en el segundo productor (junto a Estados Unidos) durante la guerra. La producción de Canadá de unos 800 000 camiones y vehículos de ruedas, por ejemplo, superó la producción total combinada de camiones de Alemania, Italia y Japón. Los rivales Ford y General Motors de Canadá unieron sus equipos de diseño de ingeniería para producir una serie de vehículos estandarizados y susceptibles de ser producidos en masa: el camión Canadian Military Pattern (CMP), que sirvió en toda la Mancomunidad británica. Con una producción de unas 410 000 unidades, los camiones CMP supusieron la mayor parte de la producción total de camiones de Canadá, y aproximadamente la mitad de las necesidades de transporte del Ejército británico fueron satisfechas por fabricantes canadienses. La History of the Second World War británica sostiene que la producción de camiones no blindados, incluida la clase de camiones CMP, fue la contribución más importante de Canadá a la victoria aliada.

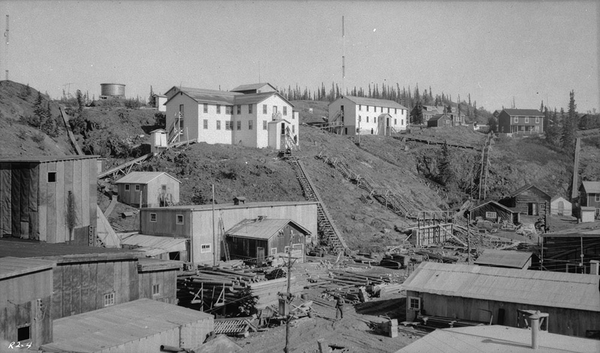
La mina Eldorado, 1944. Expropiada por el Gobierno canadiense en 1939, produjo uranio para el Proyecto Manhattan.

Canadá también creó su propio tanque medio, el Ram. Aunque no era apto para el combate, se usaron muchos para entrenar, y el 1.er Regimiento Blindado Canadiense usó Rams modificados como transportes blindados de personal en el noroeste de Europa. Además, se enviaron 1390 Valentines canadienses a la Unión Soviética. Se construyeron aproximadamente 14 000 aviones, incluidos bombarderos Lancaster y Mosquito, en Canadá. Asimismo, para finales de 1944, los astilleros canadienses habían sacado buques navales, como destructores, fragatas y corbetas, y unos 345 navíos mercantes. Pero puede que ninguna contribución canadiense al esfuerzo bélico de los Aliados fuese tan vital como la de las industrias metalúrgicas: la mitad del aluminio y el 90 % del níquel aliados fueron suministrados por fuentes canadienses durante la guerra. La empresa canadiense Eldorado Gold Mines Ltd., que producía uranio como derivado de la producción de oro y radio utilizando el mineral de su mina de Port Radium en los Territorios del Noroeste, fue reclutada por el Gobierno canadiense para participar en el Proyecto Manhattan. En particular, la refinería de Eldorado en Port Hope procesó el mineral de Port Radium y del Congo Belga para producir gran parte del uranio utilizado en la bomba Little Boy que se lanzó sobre Hiroshima. Independientemente de las maniobras políticas de King, los franco-canadienses seguían siendo discriminados como canadienses: muchos anglófonos seguían teniendo la misma opinión de ellos que en la Primera Guerra Mundial. Aproximadamente 160 000 soldados franco-canadienses sirvieron en el extranjero, lo que supuso el 20 % de todos los canadienses. La mayoría de estos soldados sirvieron en unidades de infantería francófonas, como Les Fusiliers Mont-Royal, Le Régiment de Maisonneuve, Le Régiment de la Chaudière y el Royal 22e Régiment. A pesar del número de franco-canadienses que se alistaron en el Ejército, el 27 de abril de 1942 se celebró un plebiscito para decidir si debía aplicarse o no el reclutamiento canadiense para la Segunda Guerra Mundial. El plebiscito reveló que Quebec y otras regiones francófonas estaban en contra, mientras que las comunidades anglófonas estaban mayoritariamente a favor del servicio militar obligatorio. Esta división y la aprobación final del proyecto de ley a favor del servicio militar obligatorio empeoraron las relaciones entre los anglófonos y los francófonos en Canadá. Aunque la mayoría de los franco-canadienses estaban en contra del servicio militar obligatorio, la Iglesia católica acabó animando a contribuir al esfuerzo de guerra. Esto estimuló el voluntariado a principios de la guerra y creó algunas divisiones entre los franco-canadienses.

### Veterans Guard of Canada
Al igual que la Home Guard británica, la Veterans Guard of Canada se fundó a principios de la Segunda Guerra Mundial como fuerza de defensa en caso de que se produjese un ataque en suelo canadiense. Compuesta en gran parte por veteranos de la Primera Guerra Mundial, incluía, en su momento álgido, 37 compañías activas y de reserva con 451 oficiales y 9806 de otros rangos. Más de 17 000 veteranos sirvieron en el cuerpo durante la guerra. Las compañías activas sirvieron a tiempo completo en Canadá, así como en el extranjero, incluyendo una Compañía de Servicio General adscrita al Cuartel General Militar de Canadá en Londres, Inglaterra, el Coy n.º 33 en las Bahamas, el Coy n.º 34 en la Guayana británica y Terranova, y un grupo más pequeño enviado a la India. La Veterans Guard participó en un levantamiento de prisioneros de guerra que duró tres días en 1942, conocido como la batalla de Bowmanville. Además de su función de defensa del país, la Veterans Guard asumió la responsabilidad de vigilar los campos de internamiento del Cuerpo de Previsión Canadiense, lo que ayudó a liberar a los jóvenes canadienses para el servicio en el extranjero. La Veterans Guard se disolvió en 1947.

### Crisis de reclutamiento de 1944

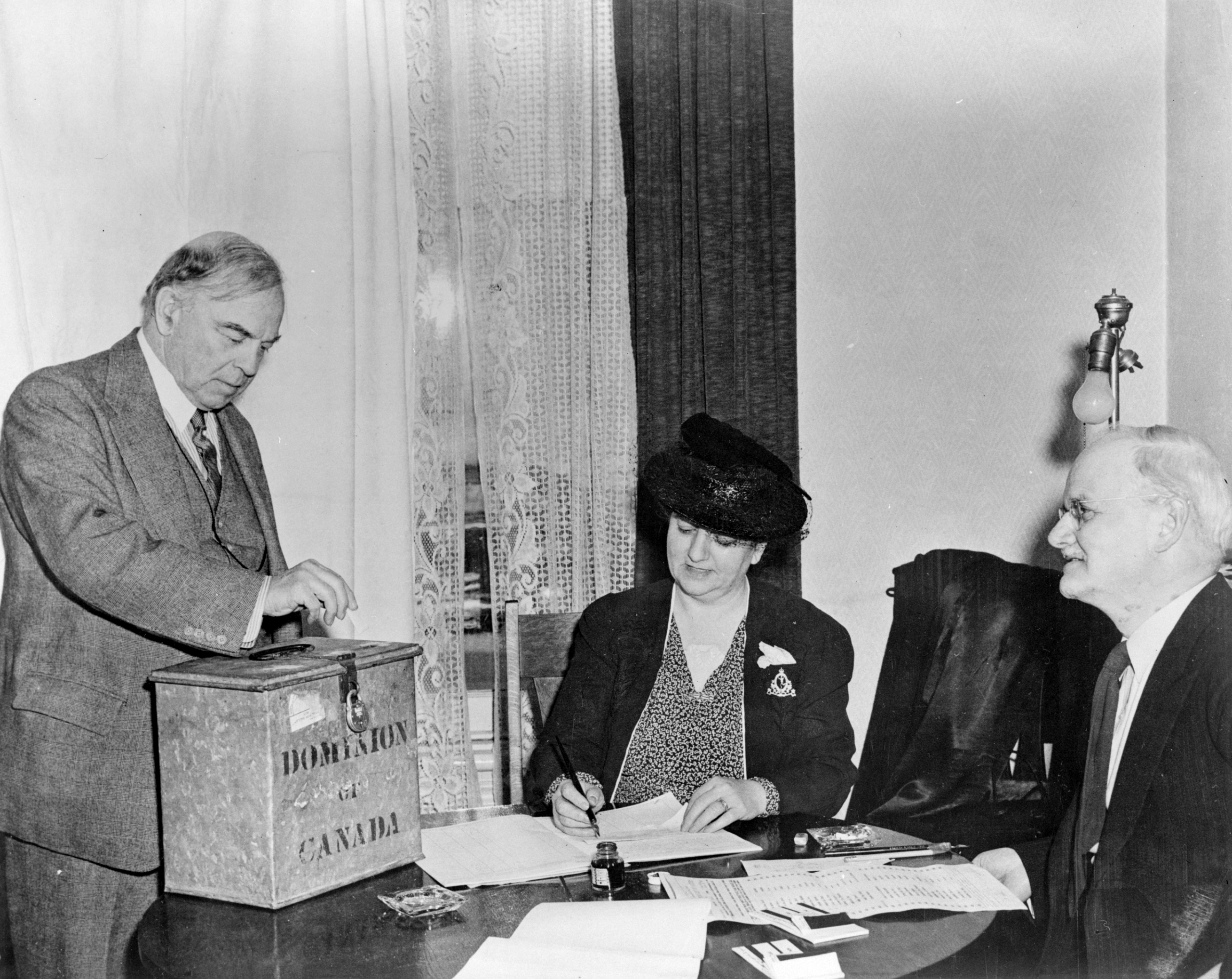
King votando en un plebiscito sobre el servicio militar obligatorio en el extranjero. Aunque el plebiscito de 1942 fue aprobado con más del 65 %, no se empezó a reclutar hasta noviembre de 1944.

La astucia política de Mackenzie King, combinada con una sensibilidad militar mucho mayor hacia los voluntarios de Quebec, dio lugar a una crisis de reclutamiento menor comparada con la de la Primera Guerra Mundial. Los voluntarios francocanadienses estuvieron en primera línea, en sus propias unidades, durante toda la guerra, y destacaron en Dieppe (Les Fusiliers Mont-Royal), Italia (Royal 22e Régiment), las playas de Normandía (Le Régiment de la Chaudière), el impulso hacia los Países Bajos (Le Régiment de Maisonneuve), y la campaña de bombardeo sobre Alemania (Escuadrón n.º 425 de la RCAF).

## Historiografía y memoria
Canadá desplegó historiadores capacitados en el Cuartel General Militar de Canadá en el Reino Unido durante la guerra y prestó mucha atención a la crónica del conflicto, no solo en las palabras de los historiadores oficiales de la Sección Histórica del Ejército, sino también a través del arte y de pintores capacitados. La historia oficial del Ejército canadiense se emprendió después de la guerra, con un borrador provisional publicado en 1948 y tres volúmenes en la década de 1950. Esto fue en comparación con la historia oficial de la Primera Guerra Mundial, de la que solo se completó un volumen en 1939, y cuyo texto completo solo se publicó tras un cambio de autores unos cuarenta años después de los hechos. Las historias oficiales de la RCAF y la RCN en la Segunda Guerra Mundial también tardaron en llegar, y el libro Arms, Men and Government («Armas, hombres y Gobierno») de Charles Perry Stacey (uno de los principales colaboradores de la historia del Ejército) se publicó en los años ochenta como historia «oficial» de las políticas bélicas del Gobierno canadiense. El rendimiento de las fuerzas canadienses en algunas batallas ha seguido siendo polémico, como Hong Kong y Dieppe, y se han escrito diversos libros sobre ellas desde distintos puntos de vista. En los años posteriores a la Segunda Guerra Mundial surgieron historiadores serios —principalmente eruditos—, sobre todo Terry Copp (un erudito) y Denis Whitaker (un antiguo soldado).

### Historias oficiales
- Stacey, C P. (1948) The Canadian Army, 1939–1945 : An Official Historical Summary Archivado el 31 de mayo de 2012 en Wayback Machine. King's Printer, Ottawa (PDF descargable)
- Stacey, C P. (1970) Arms, Men and Governments: The War Policies of Canada, 1939–1945 Archivado el 5 de agosto de 2014 en Wayback Machine. Queen's Printer, Ottawa (PDF descargable) ISBN D2-5569
- Stacey, C P. (1955) Official History of the Canadian Army in the Second World War, Vol I Six Years of War Archivado el 1 de abril de 2019 en Wayback Machine., Queen's Printer, Ottawa (PDF descargable)
- Nicholson, G.W.L. (1956) Official history of the Canadian Army in   the Second World War, Vol II The Canadians in Italy Archivado el 31 de mayo de 2012 en Wayback Machine., Queen's Printer, Ottawa (PDF descargable)
- Stacey, C P. (1960) Official History of the Canadian Army in the Second World War, Vol III The Victory Campaign: The Operations in Northwest Europe, 1944–45 Archivado el 14 de julio de 2009 en Wayback Machine., Queen's Printer, Ottawa (PDF descargable)
- Feasby, W.R. (1956) Official History of the Canadian Medical Services, 1939–1945, Vol 1 Organization and Campaigns Archivado el 12 de julio de 2018 en Wayback Machine. Queen's Printer, Ottawa (PDF descargable)
- McAndrew, Bill; Bill Rawling, Michael Whitby (1995) Liberation: The Canadians in Europe Archivado el 12 de julio de 2018 en Wayback Machine. Art Global (PDF descargable) ISBN 2-920718-59-2

### Leer más
- Biskupski, M. B. (1999). Canada and the Creation of a Polish Army, 1914-1918. The Polish Review, 44(3), 339–380.
- Bryce, Robert Broughton (2005). Canada and the cost of World War II. McGill-Queen's University Press. ISBN <bdi>978-0-7735-2938-0</bdi>.
- Campbell, John Robinson (1984). James Layton Ralston and manpower for the Canadian army (M.A. thesis). Wilfrid Laurier University.
- Chartrand, René; Ronald Volstad (2001). Canadian Forces in World War II (enlace roto disponible en Internet Archive; véase el historial, la primera versión y la última).. Osprey Publishing. ISBN <bdi>1-84176-302-0</bdi>.
- Ciment, James D. and Thaddeus Russell, eds. The Home Front Encyclopedia: United States, Britain, and Canada in World Wars I and II (ABC-CLIO, 2006)

- Cook, Tim. Warlords: Borden, Mackenzie King and Canada's World Wars (2012) 472pp online
- Copp, J. T; Richard Nielsen (1995). No price too high: Canadians and the Second World War. McGraw-Hill Ryerson. ISBN <bdi>0-07-552713-8</bdi>.
- Cuff, Robert D., and Jack Lawrence Granatstein. Ties that Bind: Canadian-American Relations in Wartime, from the Great War to the Cold War (1977).

- Granatstein, J.L. Canada's War: The Politics of the Mackenzie King Government, 1939-1945 (2nd ed. 1990)

- Hadley, Michael L (1990). U-Boats Against Canada: German Submarines in Canadian Waters. Mcgill Canada. ISBN <bdi>0-7735-0801-5</bdi>.
- Goddard, Lance (2004). D-Day : Juno Beach, Canada's 24 Hours of Destiny. Dundurn Press. ISBN <bdi>1-55002-492-2</bdi>.
- Johnston, Mac (2008). Corvettes Canada: Convoy Veterans of WWII Tell Their True Stories. Wiley. ISBN <bdi>978-0-470-15429-8</bdi>.
- Morton, Desmond (1999). A military history of Canada (4th ed.). Toronto: McClelland and Stewart. ISBN <bdi>0-7710-6514-0</bdi>.
- Stacey, C. P. Arms, Men and Governments: The War Policies of Canada 1939–1945 (1970), the standard scholarly history of WWII policies; online free

- Zuehlke, Mark (2005). Juno Beach: Canada's D-Day Victory – June 6, 1944. Douglas & McIntyre. ISBN <bdi>1-55365-050-6</bdi>.

### Historiografía
- Douglas, W. A. B., and B. Greenhous. “Canada and the Second World War: The State of Clio’s Art.” Military Affairs 42#1 (1978), pp. 24–28, online

- Cook, Tim. Clio's Warriors: Canadian Historians and the Writing of the World Wars (UBC Press, 2011).
- Granatstein, J. L."'What is to be Done?' The Future of Canadian Second World War History" Canadian Military Journal (2011) 11#2. online